# Chronologie des opéras

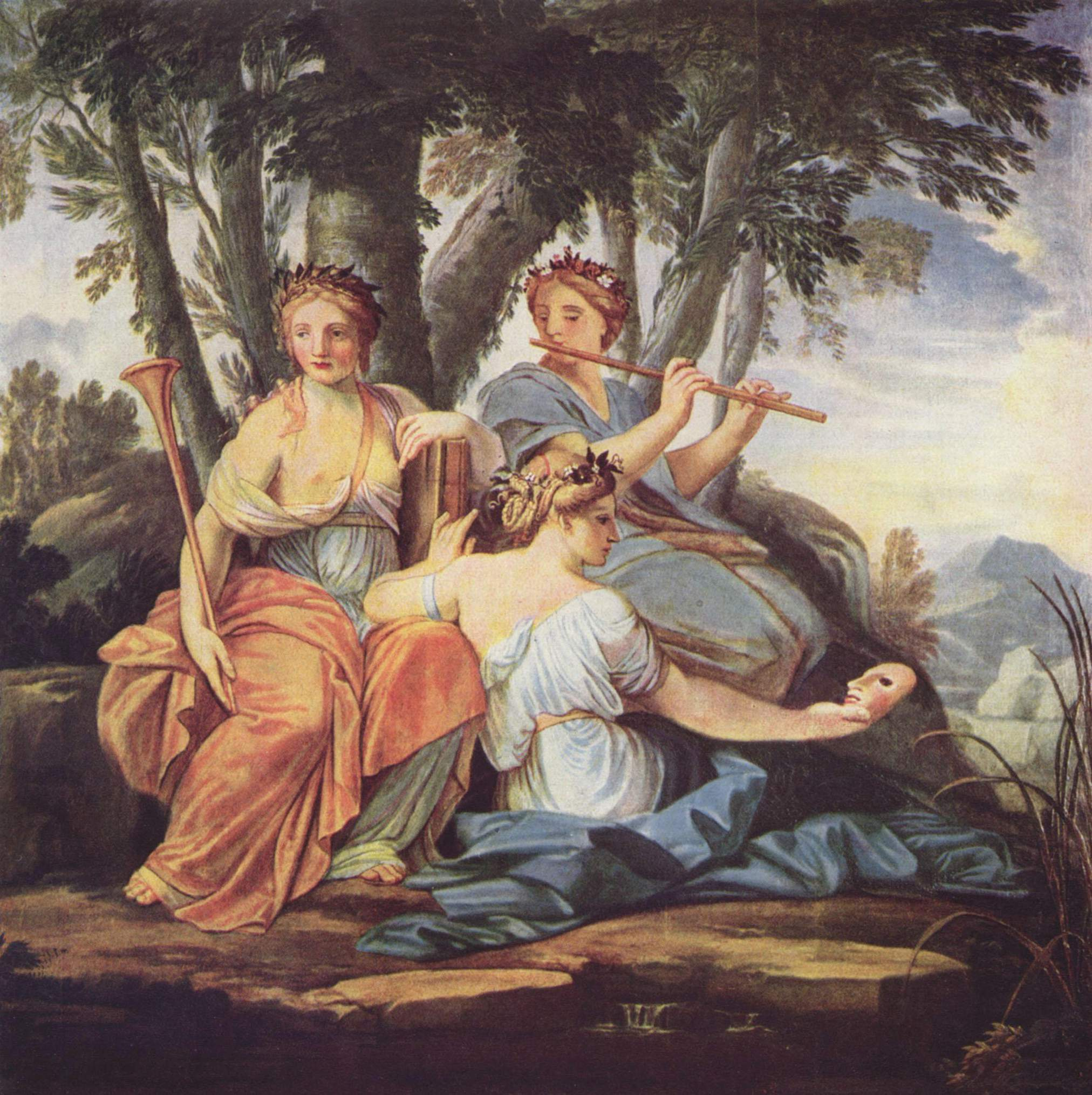
Eustache Le Sueur, Les Muses Clio, Euterpe et Thalie, Musée du Louvre

La chronologie des opéras présente sur une échelle de temps les naissance et mort des principaux compositeurs et interprètes d'opéra ainsi que des dates de créations de leurs œuvres et les grands événements ayant marqué l'histoire de l'opéra entendu ici comme une œuvre destinée à être chantée sur une scène, appartenant à un genre musical vocal classique du même nom et pouvant être considérée comme l’une des formes du théâtre musical occidental regroupées sous l’appellation d’art lyrique.
Associée à la chronologie de la musique classique et comme cette dernière, elle se présente sous la forme de :
1. Cette page principale, rappelant la classification musicologique des grandes périodes de l'histoire de l'opéra et organisée en tableaux synoptiques par décennie où sont reportés les éléments du domaine de l'art lyrique considérés aujourd'hui comme marquant une période par les musicologues ;
2. Autant de pages détaillées que d'années, permettant la navigation entre elles et entre elles et cette page et auxquelles on accède par les liens posés dans les tableaux. Chacun est invité à compléter ces pages annuelles lors de la création ou de la lecture des articles du domaine[1].

## Accès direct aux tableaux décennaux
- XVIe siècle : 1580 • 1590

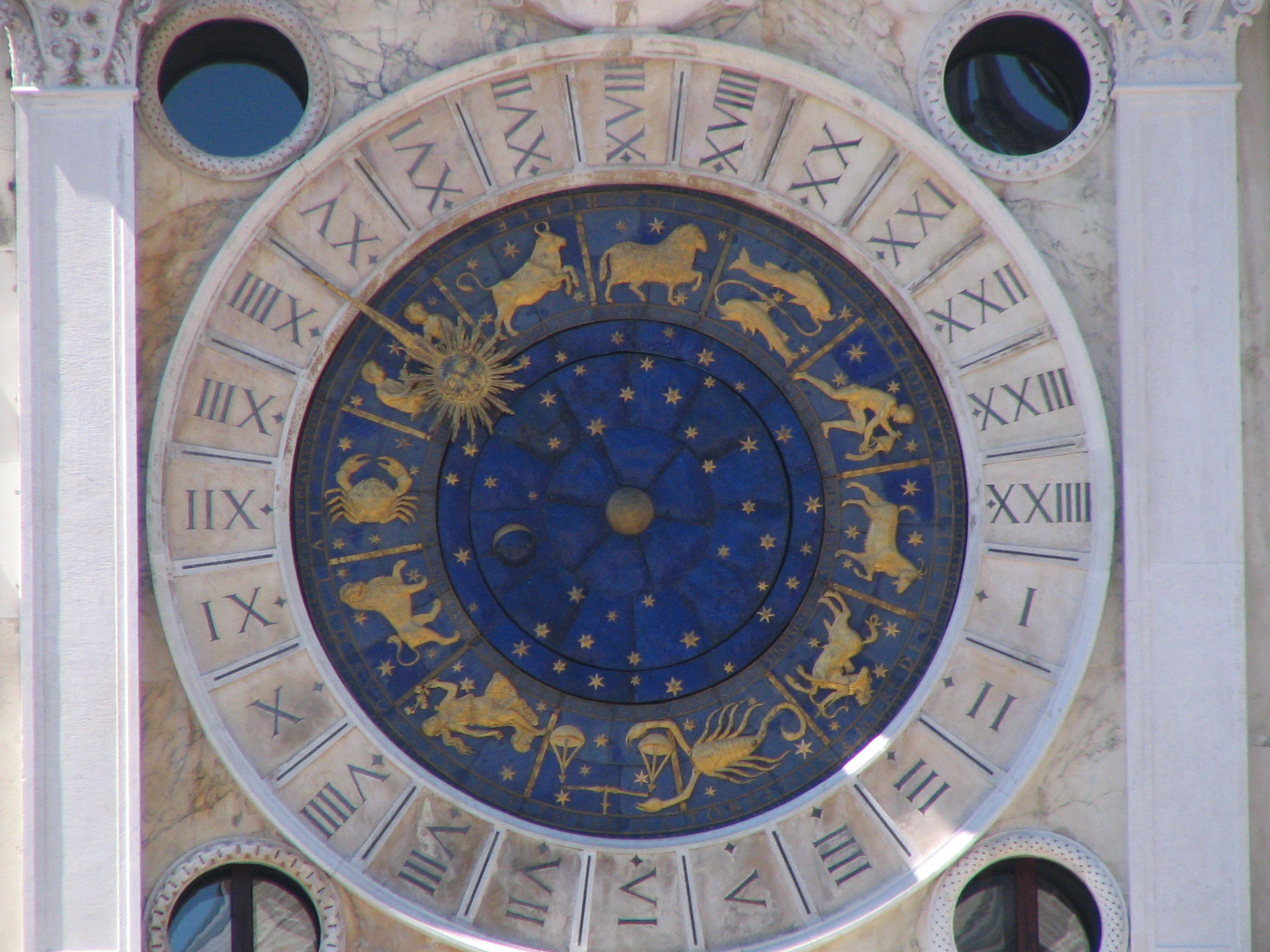
Cadran de la Torre dell'orologio de la Place Saint-Marc à Venise.

- XVIIe siècle : 1600 • 1610 • 1620 • 1630 • 1640 • 1650 • 1660 • 1670 • 1680 • 1690
- XVIIIe siècle : 1700 • 1715 • 1720 • 1730 • 1740 • 1750 • 1760 • 1770 • 1780 • 1790
- XIXe siècle : 1800 • 1810 • 1820 • 1830 • 1840 • 1850 • 1860 • 1870 • 1880 • 1890
- XXe siècle : 1900 • 1910 • 1920 • 1930 • 1940 • 1950 • 1960 • 1970 • 1980 • 1990
- XXIe siècle : 2000 • 2010

Pour les opéras français représentés sur la scène de l'Académie royale de musique avant 1800 (essentiellement des tragédies lyriques et des opéra-ballets), voir aussi la chronologie des opéras français des XVIIe et XVIIIe siècles.

## Autres chronologies thématiques

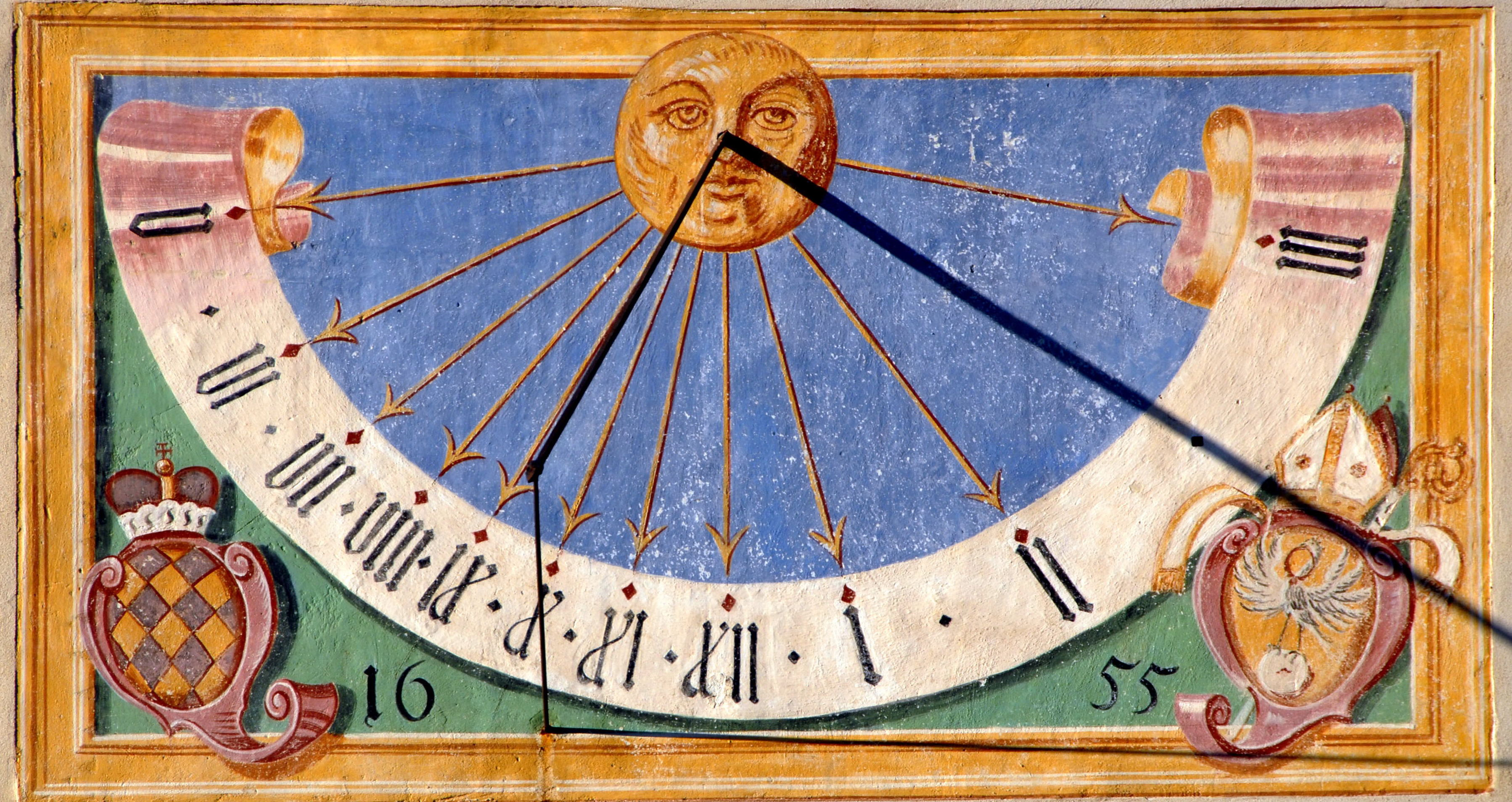
Cadran solaire (monastère de Gurk, Carinthie, Autriche).

- Aéronautique • Architecture • Astronomie • Automobile • Bande dessinée
- Chemins de fer • Cinéma • Échecs • Football • Jeu vidéo • Littérature • Musique
- Santé et médecine • Science • Sociologie • Sport • Théâtre • Télévision

## Grandes périodes de l'art lyrique

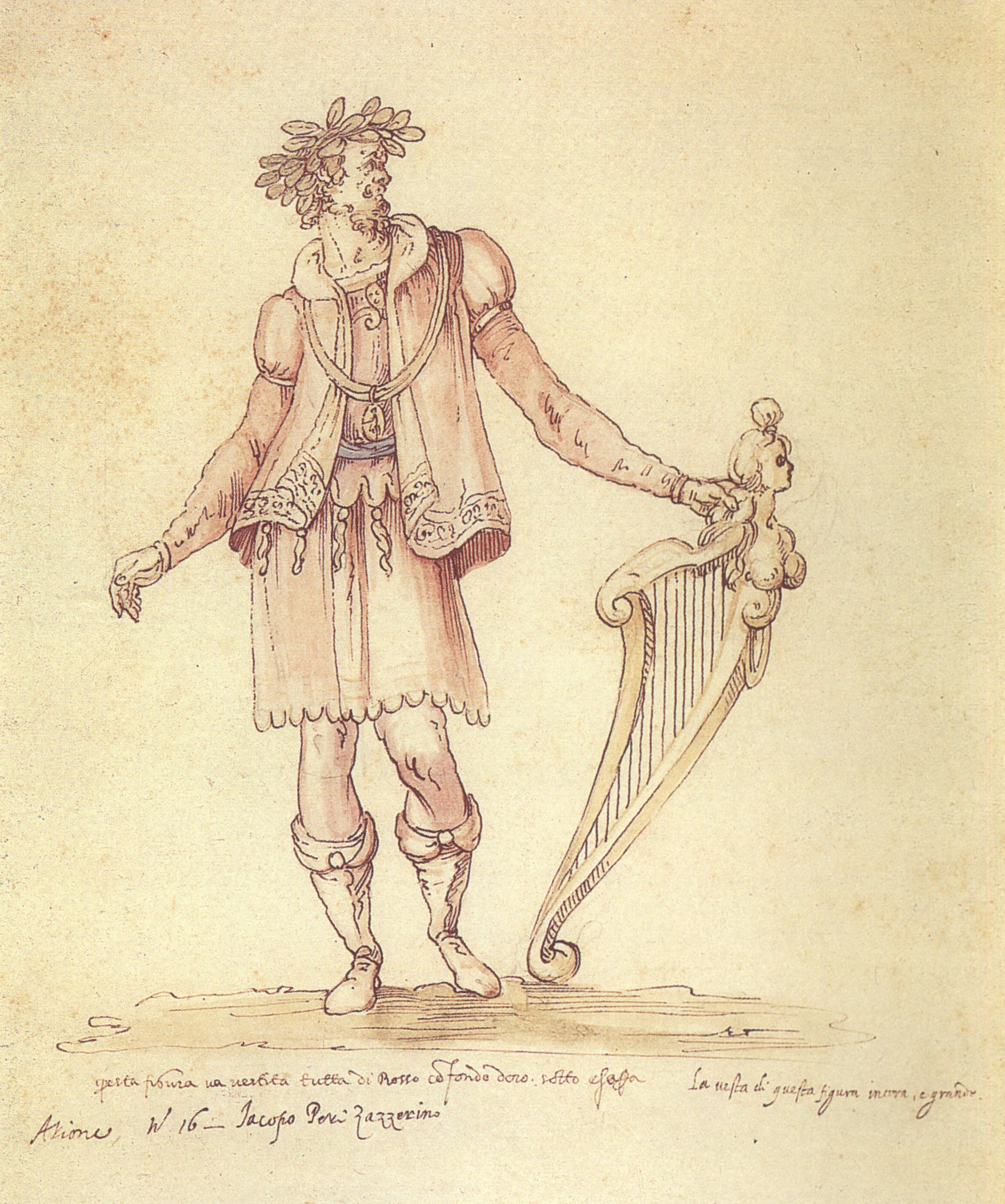
Jacopo Peri dans Euridice (1600).

### Naissance de l'opéra (XVIIesiècle)
L'opéra est né en Italie au début du XVIIe siècle avec la création de Euridice de Jacopo Peri que l'on considère comme le premier véritable opéra de l'histoire de la musique, se différenciant nettement des autres formes de narration lyrique de l'époque. Parmi les genres précurseurs de l'opéra figurent tout d'abord les madrigaux italiens, qui mirent en musique des situations avec des dialogues, mais sans jeu de scène. Mais l'opéra puisa également son inspiration dans les mascarades, les ballets de cour, les intermezzi (illustrés notamment par La Pellegrina en 1589), ainsi que d’autres spectacles de cour de la Renaissance mêlant le chant et plusieurs autres arts. L’opéra proprement dit émane d’un groupe de musiciens et d’intellectuels humanistes florentins qui s’étaient donné le nom de Camerata (« salon » en italien). La Camerata, appelée aussi Camerata fiorentina ou encore Camerata de'Bardi, du nom de son principal mécène, s’était fixé deux objectifs principaux : faire revivre le style musical du théâtre grec antique et s’opposer au style contrapuntique de la musique de la Renaissance. En particulier, ils souhaitaient que les compositeurs s’attachent à ce que la musique reflète, simplement et mot pour mot, la signification des textes. La Camerata pensait reprendre en cela les caractéristiques de la musique grecque antique. Pour atteindre ce but, on utilise la monodie accompagnée par la basse continue, les chœurs madrigalesques et les ritournelles et danses instrumentales.

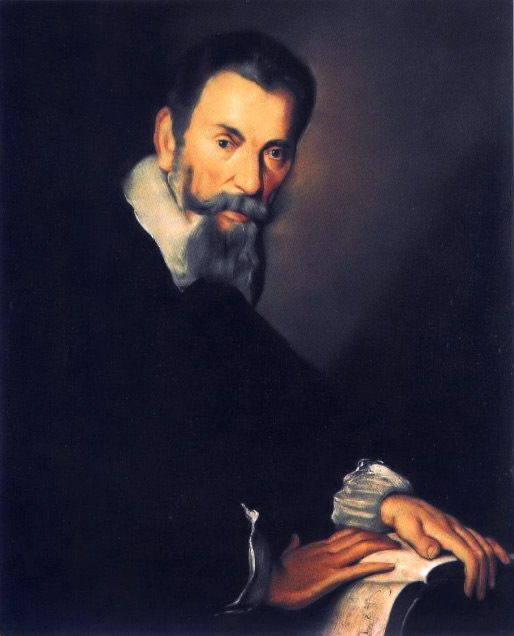
Claudio Monteverdi par Bernardo Strozzi (1640).

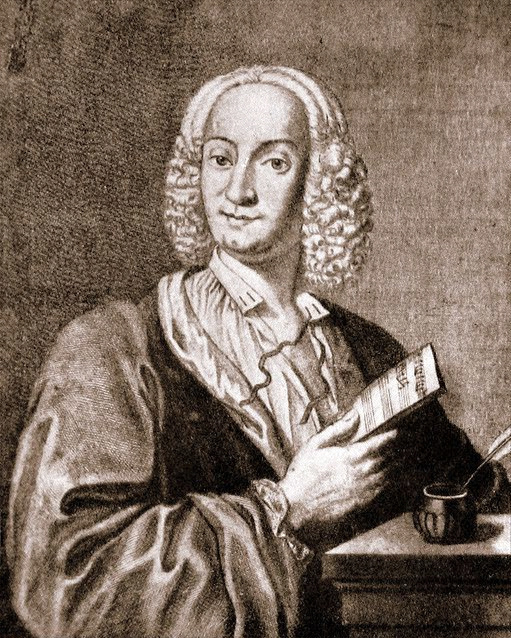
Antonio Vivaldi.

### Période baroque (1600-1750)
Le baroque couvre une grande période dans l’histoire de la musique, s’étendant environ du début du XVIIe siècle au milieu du XVIIIe siècle, de façon plus ou moins uniforme selon les pays considérés, dont le devant de la scène est tenu par l'opéra italien. De façon nécessairement schématique, l’esthétique et l’inspiration baroques succèdent à celles de la Renaissance et précèdent celles du classicisme. C'est dans cette période qu'apparut le premier grand compositeur d'opéra en la personne de Claudio Monteverdi qui créa les premiers opéras célèbres, L'Orfeo (1607) ; Le Retour d'Ulysse (1640) ; Le Couronnement de Poppée (1642). Apparurent en Italie les premières grandes écoles d'opéras, dominé par l'École napolitaine de musique, notamment à Venise (Legrenzi, Caldara, Lotti, Vivaldi, etc.) et à Naples (A. Scarlatti, Porpora, Vinci, Leo, Jommelli etc.). L'opéra se répandit en Allemagne puis dans toutes les contrées d'Europe, et fut mis en valeur sous la forme de bel canto.

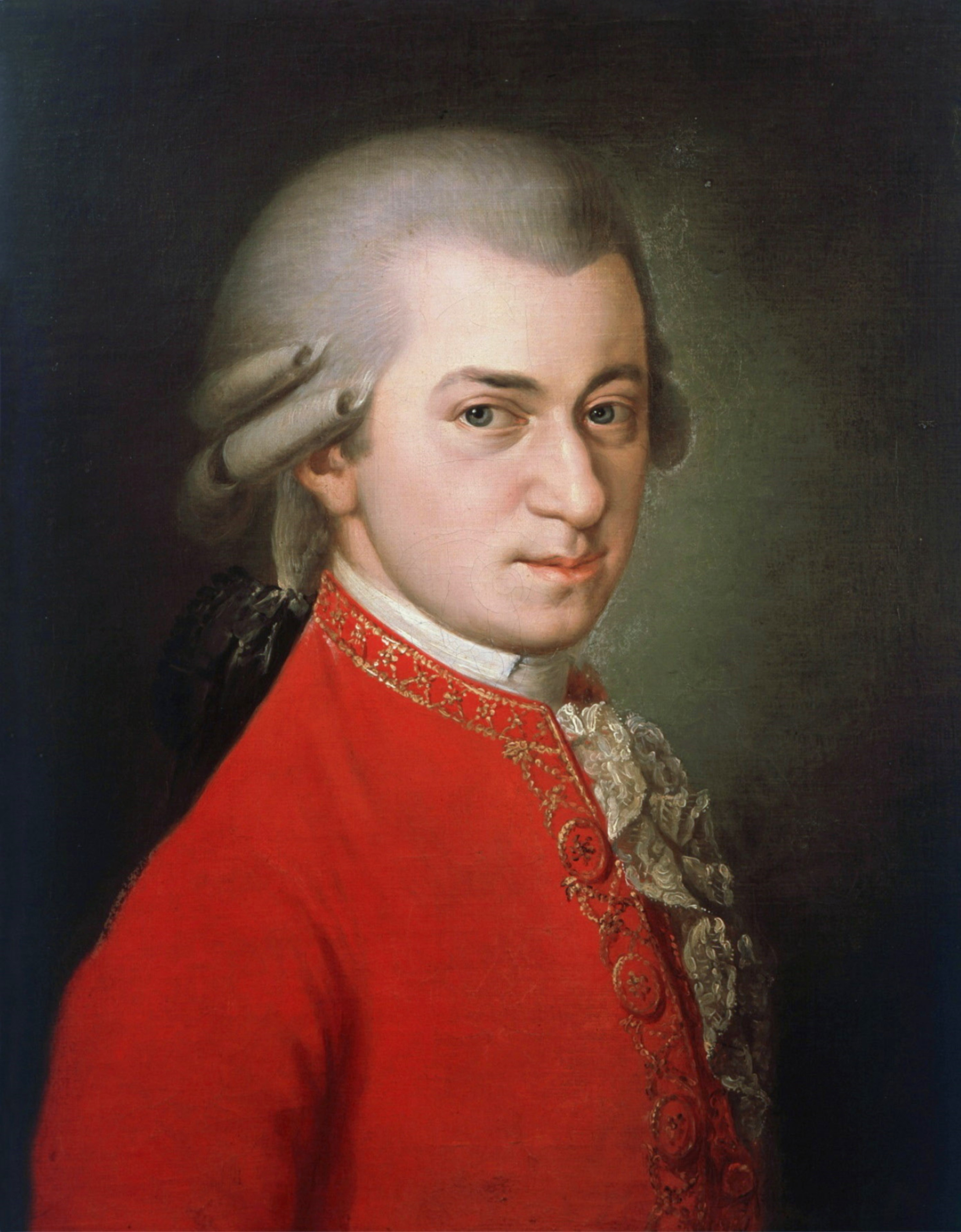
Wolfgang Amadeus Mozart par Barbara Kraft (1819).

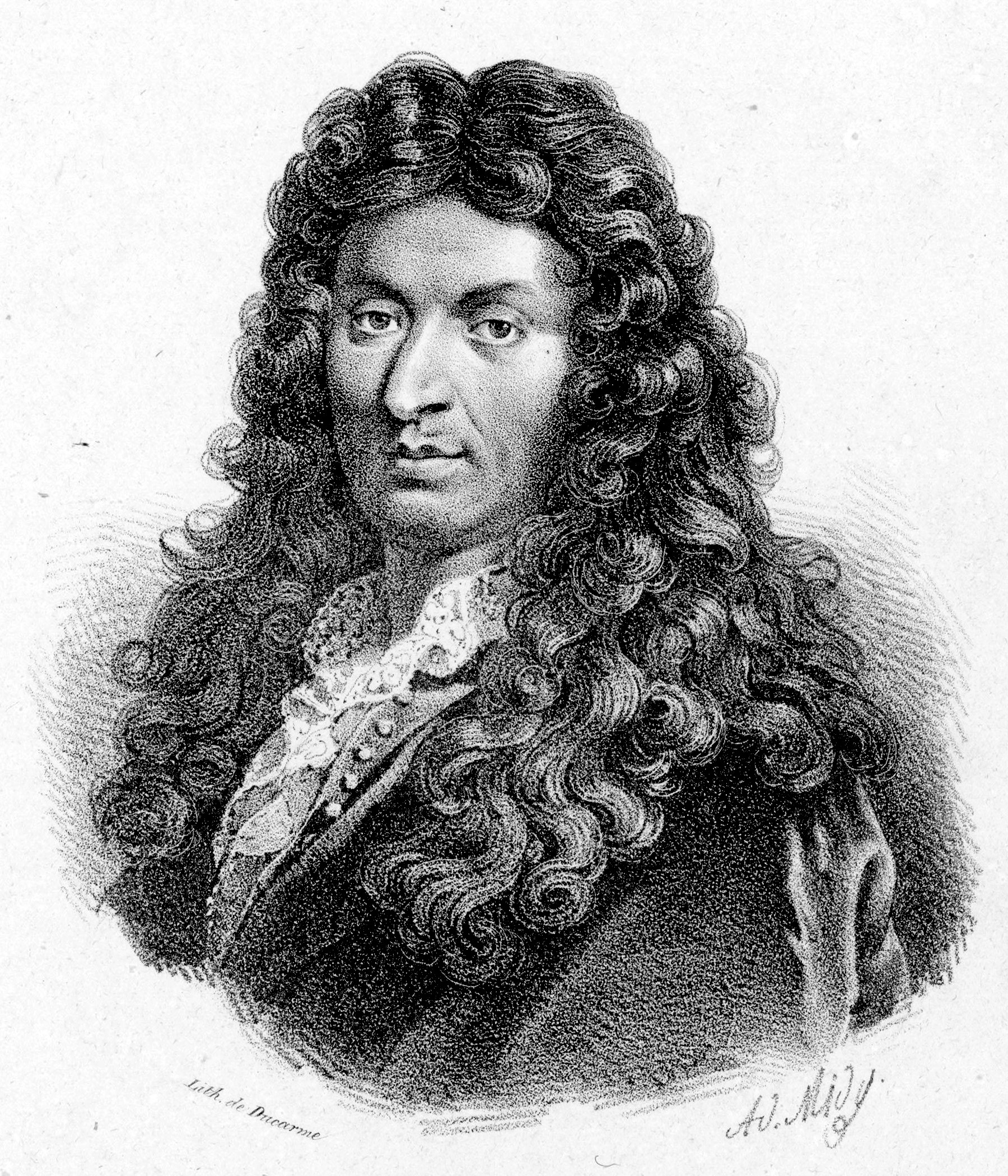
Jean-Baptiste Lully.

### Période classique (1750-1830)
Au XVIIIe siècle, le style d'opéra napolitain s'étendit à toute l'Europe à l'exception de la France où apparut une école d'opéra royale fondée par Jean-Baptiste Lully, et qui donna naissance à la tragédie lyrique ainsi qu'à l'ouverture à la française. Opéras français comme opéras italiens donnaient aux ballets une grande importance dans le spectacle. L'œuvre de Lully fut poursuivie par Jean-Philippe Rameau.
L'opéra allemand prenait alors un grand essor à la cour de Joseph II, principalement avec des grands maîtres comme Mozart, Haendel (qui est d'ailleurs bien plus apprécié en Angleterre que dans son pays d'origine) ou Salieri et le rayonnement du Singspiel.
L'opéra fut introduit en Russie dans les années 1730 par des troupes italiennes et il fit bientôt partie des divertissements de la cour impériale et de l'aristocratie. De nombreux compositeurs étrangers, comme Baldassare Galuppi, Giovanni Paisiello, Giuseppe Sarti, et Domenico Cimarosa (ainsi que beaucoup d'autres) furent invités en Russie et reçurent des commandes d'opéras, principalement en langue italienne. En même temps quelques musiciens nationaux étaient envoyés en Europe (ainsi Maxime Berezovski et Dmitri Bortnianski) pour y étudier la composition d'opéras. Le premier opéra composé en langue russe fut Tsefal i Prokris du compositeur italien Francesco Araja (1755). Les compositeurs Vassili Pachkevitch, Yevstigney Fomine et Alexis Verstovsky contribuèrent au développement d'un opéra russe.

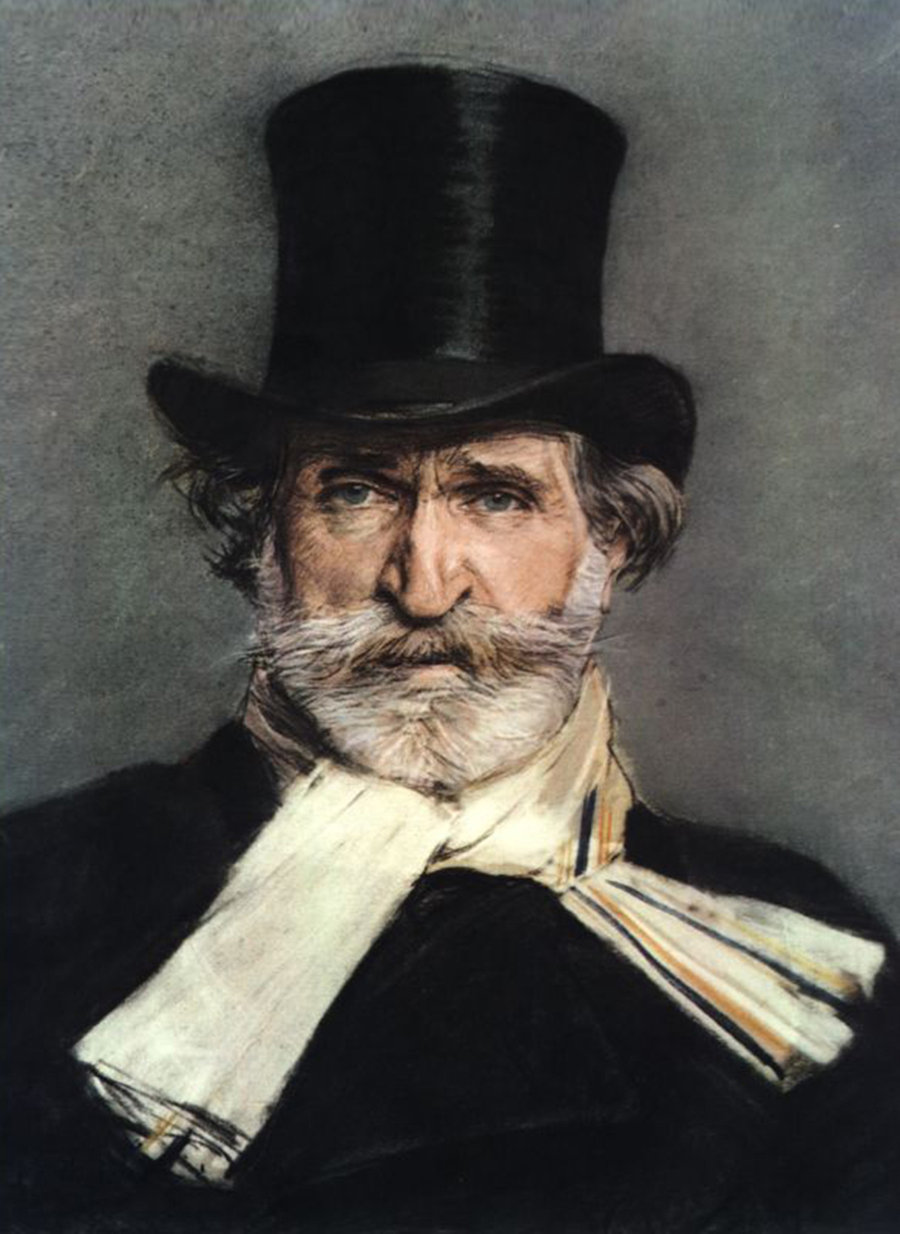
Giuseppe Verdi par Giovanni Boldini (1886).

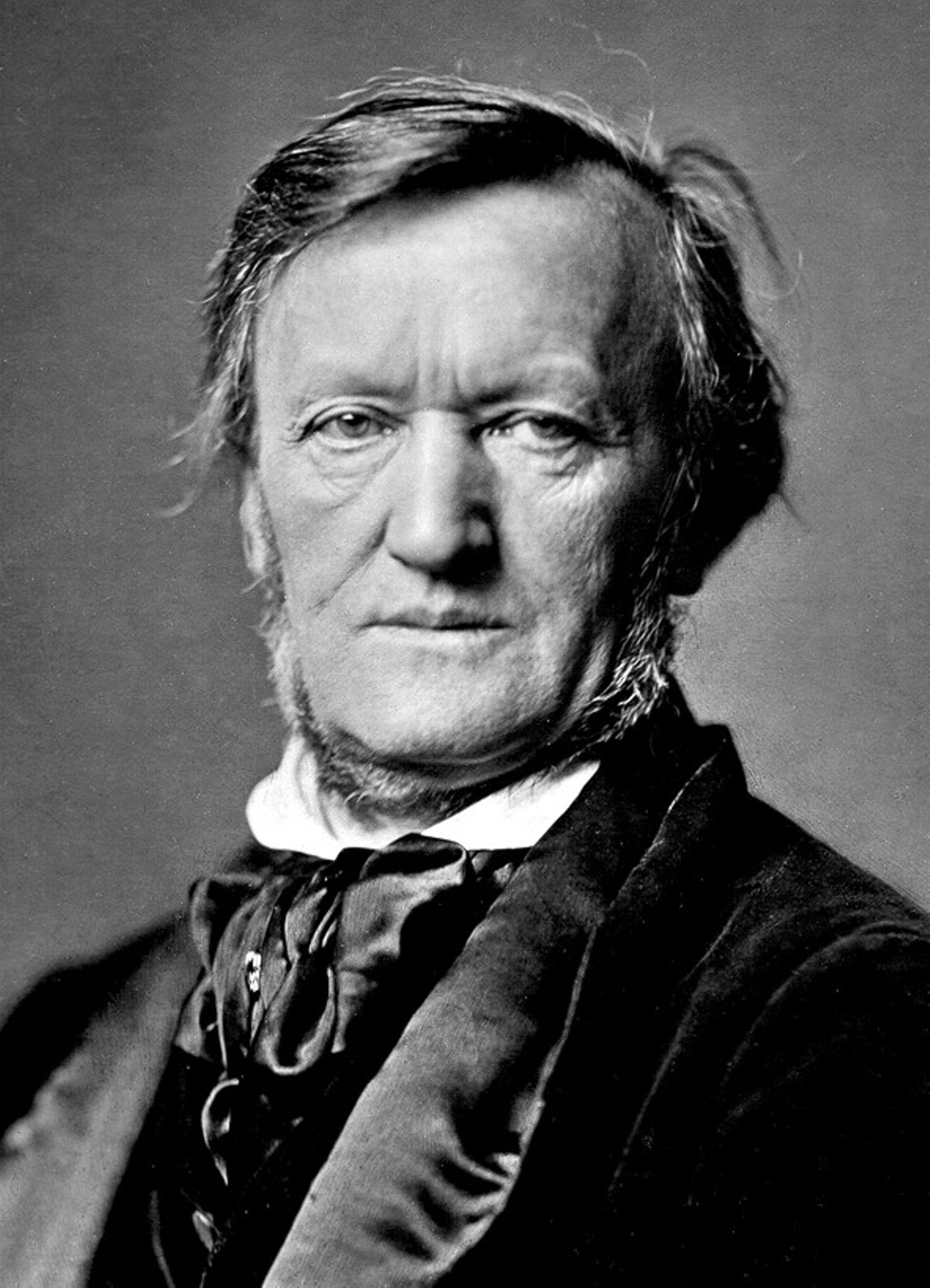
Richard Wagner
(cliché F. Hanfstaengl, 1871).

### Période romantique (débutXIXesiècle-débutXXesiècle)
La période romantique vit l'arrivée des opéras-comiques italiens de Gioachino Rossini et de la plénitude du bel canto avec Vincenzo Bellini et Gaetano Donizetti. Mais il s'agit surtout de l'apogée de l'opéra italien avec Giuseppe Verdi, l'homme qui personnifia l'opéra italien, dont la créativité fut très prolifique.
Le compositeur français le plus prolifique de cette période fut Jules Massenet. Mais l'opéra français n'était plus à son heure de gloire, malgré les œuvres d'Offenbach, de Saint-Saëns ou de Gounod. Parallèlement, l'opéra français le plus célèbre est Carmen de Bizet (1875).
Der Freischütz de Carl Maria von Weber marqua le début de l'opéra romantique allemand. Mais l'opéra allemand de cette période atteint son sommet avec Wagner qui fit un grand usage du Leitmotiv en créant ce qu'il appelait le « drame en musique ».
La période romantique vit l'apogée de l'opéra russe, avec Mikhaïl Glinka, Alexandre Dargomyjski, Alexandre Borodine, Nikolaï Rimski-Korsakov et Piotr Ilitch Tchaïkovski.

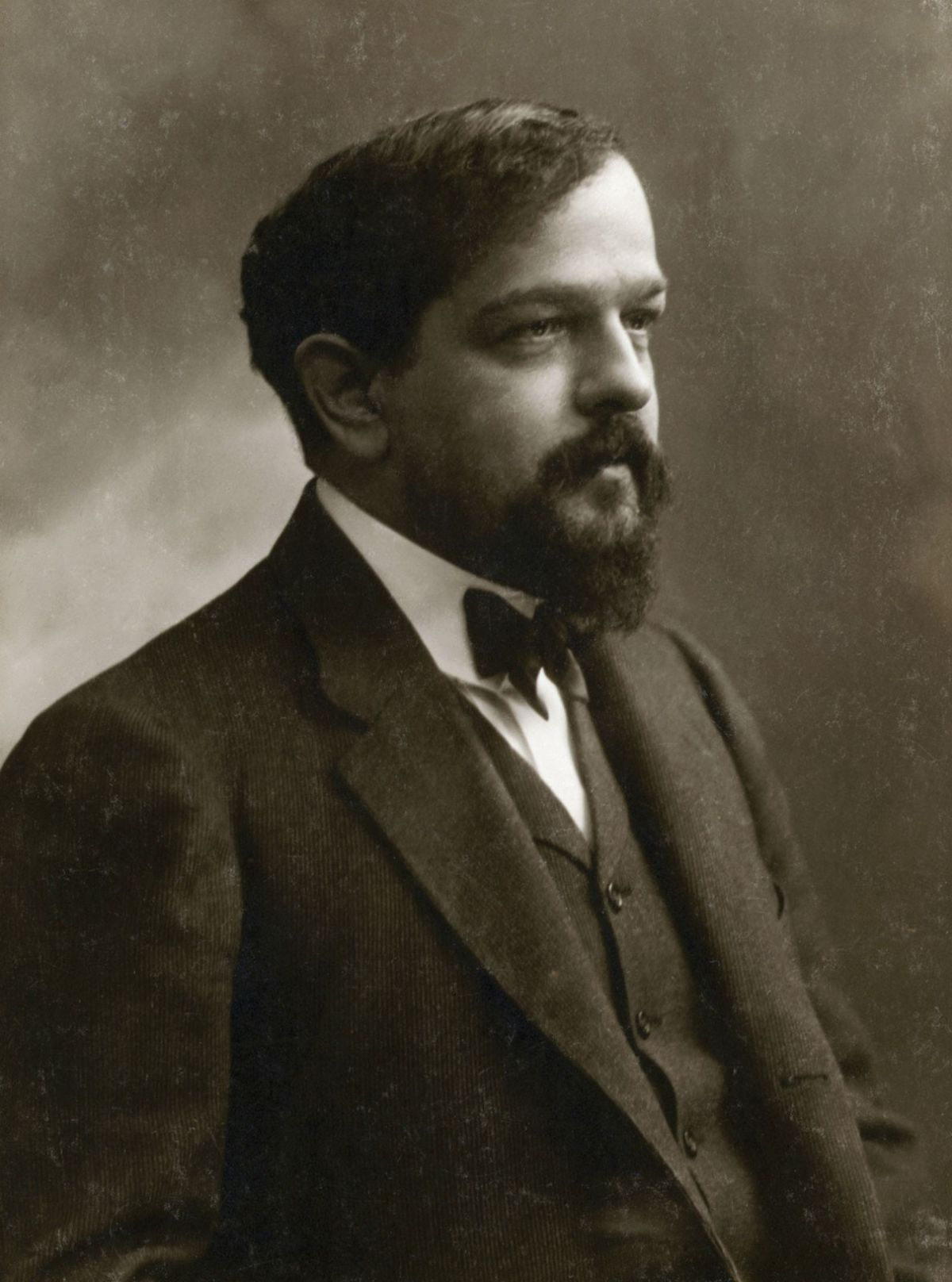
Claude Debussy par Félix Nadar (1908).

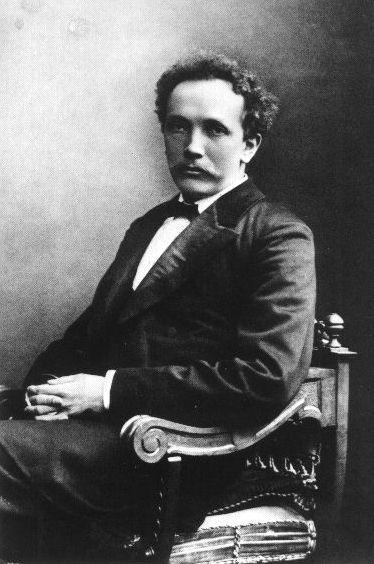
Richard Strauss.

### Période moderne (débutXXesiècle)
Parallèlement au grand opéra straussien post-romantique, le Pelléas et Mélisande de Debussy qui créa un style de récitatif sur un livret de Maurice Maeterlinck. Le Pierrot lunaire de Schönberg posent les premiers jalons de l'opéra moderne affranchi de toute référence romantique ou post-romantique en éliminant les relations tonales.

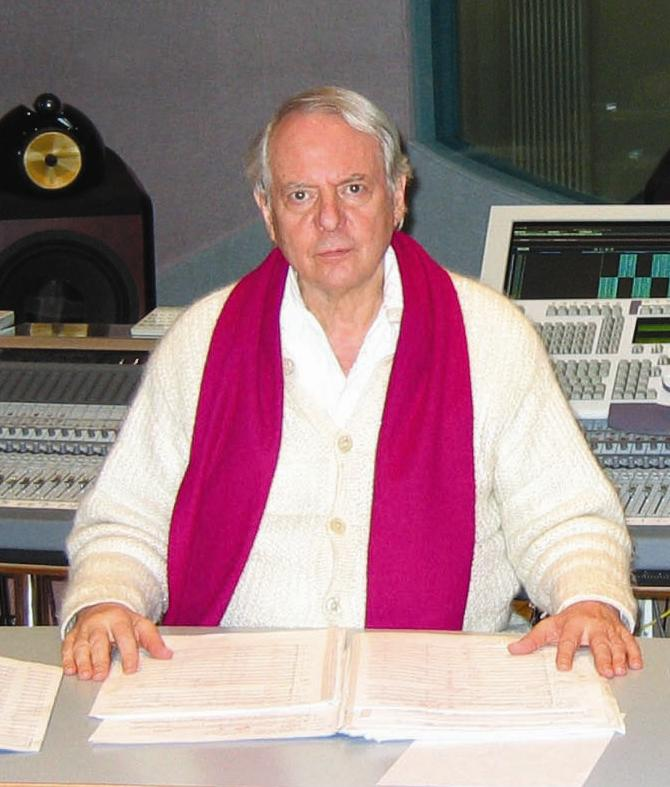
Karlheinz Stockhausen.

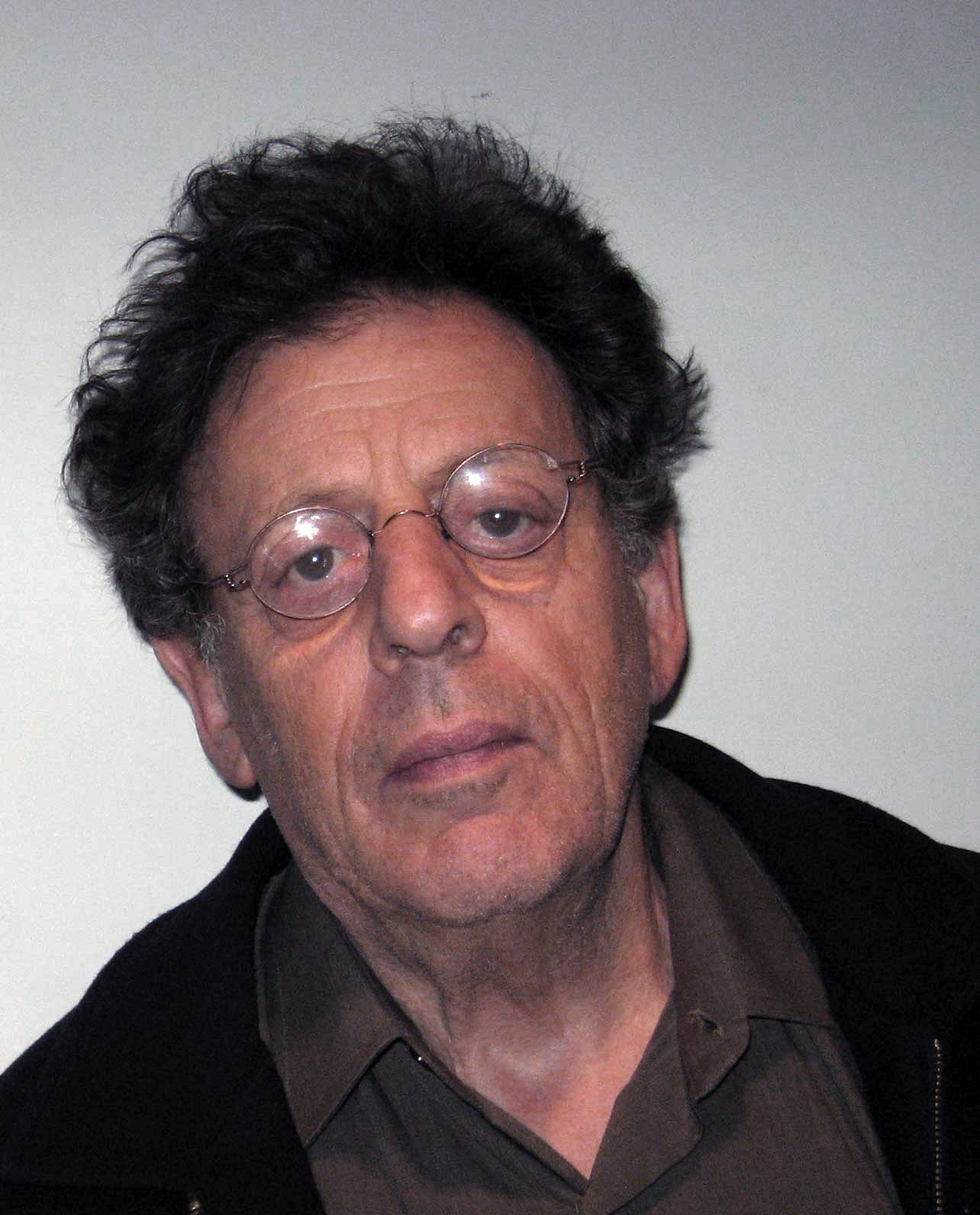
Philip Glass.

## Tableaux décennaux
Rappel : Il est recommandé de n'ajouter aux tableaux que des œuvres ou des compositeurs bénéficiant déjà de liens internes. Dans le cas contraire, faire une demande de création d'article sur le Projet:Musique classique/À faire.

### XVIesiècle

#### Années 1580
|      | Naissances | Décès | Créations ou événements marquants |
| 1580 |            |       | |
| 1581 |            |       | |
| 1582 |            |       | |
| 1583 |            |       | |
| 1584 |            |       | |
| 1585 |            |       | |
| 1586 |            |       | |
| 1587 |            |       | |
| 1588 |            |       | |
| 1589 |            |       | La Pellegrina (Jacopo Peri, Cristofano Malvezzi, Antonio Archilei, Emilio de' Cavalieri, Luca Marenzio, Giulio Caccini, Giovanni Bardi). |

#### Années 1590
|      | Naissances                 | Décès                       | Créations ou événements marquants |
| 1590 |                            |                             |                                   |
| 1591 |                            |                             |                                   |
| 1592 | Domenico Mazzocchi (†1665) |                             |                                   |
| 1593 |                            |                             |                                   |
| 1594 |                            |                             |                                   |
| 1595 |                            |                             |                                   |
| 1596 |                            |                             |                                   |
| 1597 | Luigi Rossi (†1653)        | Cristofano Malvezzi (*1547) |                                   |
| 1598 |                            |                             | Dafné (Jacopo Peri)               |
| 1599 |                            | Luca Marenzio (*1553)       |                                   |

### XVIIesiècle

#### Années 1600
|      | Naissances                | Décès                | Créations ou événements marquants    |
| 1600 |                           |                      | Euridice (Peri)                      |
| 1601 |                           |                      |                                      |
| 1602 | Francesco Cavalli (†1676) | Jacopo Corsi (*1561) | Euridice (Caccini)                   |
| 1603 |                           |                      |                                      |
| 1604 |                           |                      |                                      |
| 1605 |                           |                      |                                      |
| 1606 |                           |                      |                                      |
| 1607 |                           |                      | L'Orfeo (Monteverdi) ; Tetide (Peri) |
| 1608 |                           |                      | L'Arianna (Monteverdi)               |
| 1609 |                           |                      |                                      |

retour début de page

#### Années 1610
|      | Naissances | Décès                  | Créations ou événements marquants |
| 1610 |            |                        |                                   |
| 1611 |            |                        | Adone (Peri)                      |
| 1612 |            |                        |                                   |
| 1613 |            |                        |                                   |
| 1614 |            |                        |                                   |
| 1615 |            |                        |                                   |
| 1616 |            |                        |                                   |
| 1617 |            |                        |                                   |
| 1618 |            | Giulio Caccini (*1551) |                                   |
| 1619 |            |                        |                                   |

retour début de page

#### Années 1620
|      | Naissances                   | Décès | Créations ou événements marquants |
| 1620 |                              |       |                                   |
| 1621 |                              |       |                                   |
| 1622 |                              |       |                                   |
| 1623 | Antonio Cesti (†1669)        |       |                                   |
| 1624 | Francesco Provenzale (†1704) |       |                                   |
| 1625 |                              |       |                                   |
| 1626 | Giovanni Legrenzi (†1690)    |       |                                   |
| 1627 |                              |       | Dafne (Heinrich Schütz)           |
| 1628 |                              |       |                                   |
| 1629 |                              |       |                                   |

retour début de page

#### Années 1630
|      | Naissances                  | Décès                 | Créations ou événements marquants |
| 1630 |                             |                       |                                   |
| 1631 |                             |                       |                                   |
| 1632 | Jean-Baptiste Lully (†1687) |                       |                                   |
| 1633 |                             | Jacopo Peri (*1561)   |                                   |
| 1634 |                             |                       |                                   |
| 1635 |                             |                       |                                   |
| 1636 |                             |                       |                                   |
| 1637 | Bernardo Pasquini (†1710)   |                       | Andromeda (Manelli)               |
| 1638 |                             |                       |                                   |
| 1639 |                             | Stefano Landi (*1587) |                                   |

retour début de page

#### Années 1640
|      | Naissances                       | Décès                      | Créations ou événements marquants          |
| 1640 | Paolo Lorenzani (†1713)          |                            | Il ritorno d'Ulisse in patria (Monteverdi) |
| 1641 |                                  |                            | La finta pazza (Sacrati)                   |
| 1642 |                                  |                            | L'incoronazione di Poppea (Monteverdi)     |
| 1643 | Marc-Antoine Charpentier (†1704) | Claudio Monteverdi (*1567) | Egisto (Cavalli)                           |
| 1644 |                                  |                            |                                            |
| 1645 |                                  |                            |                                            |
| 1646 |                                  |                            |                                            |
| 1647 |                                  |                            |                                            |
| 1648 |                                  |                            |                                            |
| 1649 | Pascal Collasse (†1709)          |                            | Il Giasone (Cavalli)                       |

retour début de page

#### Années 1650
|      | Naissances                        | Décès               | Créations ou événements marquants |
| 1650 | Giovanni Battista Bassani (†1716) |                     |                                   |
| 1651 |                                   |                     | La Calisto (Cavalli)              |
| 1652 |                                   |                     |                                   |
| 1653 |                                   | Luigi Rossi (*1598) |                                   |
| 1654 |                                   |                     | Xerse (Cavalli)                   |
| 1655 |                                   |                     |                                   |
| 1656 |                                   |                     |                                   |
| 1657 |                                   |                     |                                   |
| 1658 |                                   |                     |                                   |
| 1659 | Henry Purcell (†1695)             |                     |                                   |

retour début de page

#### Années 1660
|      | Naissances                                                  | Décès                   | Créations ou événements marquants         |
| 1660 | Alessandro Scarlatti (†1725)                                |                         |                                           |
| 1661 | Francesco Gasparini (†1727) ; Giacomo Antonio Perti (†1756) |                         |                                           |
| 1662 |                                                             | Marco Marazzoli (*1619) |                                           |
| 1663 | Pirro Albergati (†1735)                                     |                         |                                           |
| 1664 |                                                             |                         |                                           |
| 1665 |                                                             |                         | L'Amour médecin (Lully)                   |
| 1666 | Attilio Ariosti (†1729)                                     |                         |                                           |
| 1667 |                                                             |                         | Le Sicilien ou l'Amour peintre (Lully)    |
| 1668 |                                                             |                         | George Dandin ou le Mari confondu (Lully) |
| 1669 |                                                             | Antonio Cesti (*1623)   |                                           |

retour début de page

#### Années 1670
|      | Naissances                        | Décès                          | Créations ou événements marquants        |
| 1670 | Antonio Caldara (†1736)           |                                | Le Bourgeois gentilhomme (Lully)         |
| 1671 | Tomaso Albinoni (†1751)           |                                | Pomone (Cambert)                         |
| 1672 | André Cardinal Destouches (†1749) |                                |                                          |
| 1673 |                                   |                                | Cadmus et Hermione (Lully)               |
| 1674 |                                   |                                | Alceste, ou le Triomphe d'Alcide (Lully) |
| 1675 | Giuseppe Maria Orlandini (†1760)  |                                | Thésée (Lully)                           |
| 1676 | Antonio Pollarolo (†1746)         | Francesco Cavalli (*1602)      | Atys (Lully)                             |
| 1677 |                                   |                                |                                          |
| 1678 | Antonio Vivaldi (†1741)           |                                | Psyché (Lully)                           |
| 1679 | Domenico Sarro (†1744)            | Antonio Maria Abbatini (*1595) |                                          |

retour début de page

#### Années 1680
|      | Naissances                                                | Décès                        | Créations ou événements marquants                                   |
| 1680 | Toussaint Bertin de la Doué (†1743)                       | Antonio Sartorio (*1630)     | Proserpine (Lully)                                                  |
| 1681 | Francesco Bartolomeo Conti (†1639)                        |                              |                                                                     |
| 1682 | Jean-Joseph Mouret (†1738)                                | Alessandro Stradella (*1630) | Persée (Lully)                                                      |
| 1683 | Jean-Philippe Rameau (†1764) ; Christoph Graupner (†1760) |                              | Venus and Adonis (Blow) ; Phaéton (Lully)                           |
| 1684 |                                                           | Pietro Andrea Ziani (*1616)  |                                                                     |
| 1685 | Georg Friedrich Haendel (†1759)                           |                              | Roland (Lully), La Descente d’Orphée aux enfers H.488 (Charpentier) |
| 1686 | Nicola Porpora (†1768)                                    |                              | Armide et Acis et Galatée (Lully)                                   |
| 1687 |                                                           | Jean-Baptiste Lully (*1632)  | Celse martyr (Charpentier) [perdu]                                  |
| 1688 |                                                           |                              | David et Jonathas H.490 (Charpentier)                               |
| 1689 | Joseph Bodin de Boismortier (†1755)                       |                              | Didon et Énée (Purcell)                                             |

retour début de page

#### Années 1690
|      | Naissances                        | Décès                     | Créations ou événements marquants  |
| 1690 | François Colin de Blamont (†1760) | Giovanni Legrenzi (*1626) | Énée et Lavinie (Collasse)         |
| 1691 |                                   |                           | King Arthur (Purcell)              |
| 1692 | Geminiano Giacomelli (†1740)      |                           | The Fairy Queen (Purcell)          |
| 1693 |                                   |                           | Médée H.491 (Charpentier)          |
| 1694 | Leonardo Leo (†1744)              |                           |                                    |
| 1695 |                                   | Henry Purcell (*1659)     | Abdelazer (Purcell)                |
| 1696 |                                   |                           | Jason ou la Toison d'or (Collasse) |
| 1697 |                                   |                           | L'Europe galante (Campra)          |
| 1698 | François Francœur (†1787)         |                           |                                    |
| 1699 | Johann Adolf Hasse (†1783)        |                           | Le Carnaval de Venise (Campra)     |

retour début de page

### XVIIIesiècle

#### Années 1700
|      | Naissances                  | Décès                                     | Créations ou événements marquants       |
| 1700 |                             |                                           |                                         |
| 1701 |                             |                                           |                                         |
| 1702 |                             |                                           | Médus, roi des Mèdes (François Bouvard) |
| 1703 |                             |                                           |                                         |
| 1704 | Carl Heinrich Graun (†1759) |                                           |                                         |
| 1705 | Farinelli (†1782)           | Giovanni Andrea Angelini Bontempi (*1624) | Almira (Haendel)                        |
| 1706 | Baldassare Galuppi (†1785)  |                                           | Cassandre (de la Doué)                  |
| 1707 |                             |                                           | Rodrigo (Haendel)                       |
| 1708 |                             |                                           | Florindo (Haendel)                      |
| 1709 | Egidio Duni (†1775)         | Pascal Collasse (*1649)                   | Agrippina (Haendel)                     |

retour début de page

#### Années 1710
|      | Naissances                                  | Décès                     | Créations ou événements marquants                             |
| 1710 | Giovanni Battista Pergolesi (†1736)         | Bernardo Pasquini (*1637) | Les Fêtes vénitiennes (Campra)                                |
| 1711 | Jean-Joseph Cassanéa de Mondonville (†1722) |                           | Rinaldo, 1re version (Haendel)                                |
| 1712 |                                             |                           | Idoménée (Campra)                                             |
| 1713 | Antoine Dauvergne (†1797)                   | Paolo Lorenzani (*1640)   | Ottone in villa (Vivaldi)                                     |
| 1714 | Christoph Willibald Gluck (†1787)           |                           | Les Amours de Ragonde (Mouret)                                |
| 1715 | Pasquale Cafaro (†1787)                     |                           | Amadigi (Haendel)                                             |
| 1716 |                                             |                           | Ajax (de la Doué)                                             |
| 1717 |                                             |                           | Camille, reine des Volsques (Campra)                          |
| 1718 |                                             |                           | Il trionfo dell'onore (Scarlatti), Acis and Galatea (Haendel) |
| 1719 |                                             |                           |                                                               |

retour début de page

#### Années 1720
|      | Naissances                              | Décès                             | Créations ou événements marquants  |
| 1720 |                                         |                                   | Radamisto (Haendel)                |
| 1721 | Quirino Gasparini (†1778)               |                                   | Floridante (Haendel)               |
| 1722 | Jiří Antonín Benda (†1795)              |                                   |                                    |
| 1723 | Giovanni Marco Rutini (†1797)           | Carlo Francesco Pollarolo (*1653) | Ercole sul Termodonte (Vivaldi)    |
| 1724 |                                         |                                   | Giulio Cesare (Haendel)            |
| 1725 | Ferdinando Bertoni (†1813)              | Alessandro Scarlatti (*1660)      | Rodelinda (Haendel)                |
| 1726 | François-André Danican Philidor (†1795) | Antonio Maria Bononcini (*1677)   | Scipione et Alessandro (Haendel)   |
| 1727 | Tommaso Traetta (†1779)                 | Francesco Gasparini (*1661)       | Admeto et Riccardo Primo (Haendel) |
| 1728 | Niccolò Piccinni (†1800)                | Marin Marais (*1656)              | The Beggar's Opera (Pepusch)       |
| 1729 | Pierre-Alexandre Monsigny (†1817)       | Nicola Francesco Haym (*1678)     | Lotario (Haendel)                  |

retour début de page

#### Années 1730
|      | Naissances                           | Décès                               | Créations ou événements marquants                                               |
| 1730 | Antonio Sacchini (†1786)             | Leonardo Vinci (*1690)              | Partenope (Haendel)                                                             |
| 1731 | Giuseppe Colla (†1806)               |                                     | Cleofide (Hasse)                                                                |
| 1732 | Joseph Haydn (†1809)                 |                                     | La fida ninfa (Vivaldi)                                                         |
| 1733 | Giacomo Tritto (†1824)               |                                     | Orlando (Haendel) ; La serva padrona (Pergolèse) ; Hippolyte et Aricie (Rameau) |
| 1734 | François-Joseph Gossec (†1829)       | Louis Lully (*1664)                 |                                                                                 |
| 1735 |                                      | John Eccles (*1668)                 | Les Indes galantes (Rameau) ; Alcina (Haendel)                                  |
| 1736 | Bernardo Ottani (†1827)              | Giovanni Battista Pergolesi (*1710) | Atalanta (Haendel)                                                              |
| 1737 | Josef Mysliveček (†1781)             | Pietro Torri (*1650)                | Castor et Pollux (Rameau) ; Giustino (Haendel)                                  |
| 1738 | Giovanni Battista Borghi (†1796)     | Jean-Joseph Mouret (*1682)          | Serse (Haendel)                                                                 |
| 1739 | Karl Ditters von Dittersdorf (†1799) |                                     | Dardanus (Rameau)                                                               |

retour début de page

#### Années 1740
|      | Naissances                             | Décès                               | Créations ou événements marquants           |
| 1740 | Giovanni Paisiello (†1816)             | Geminiano Giacomelli (*1692)        |                                             |
| 1741 | André Grétry (†1813)                   | Antonio Vivaldi (*1678)             | Deidamia (Haendel)                          |
| 1742 |                                        |                                     |                                             |
| 1743 | Giuseppe Gazzaniga (†1818)             | Toussaint Bertin de la Doué (*1680) |                                             |
| 1744 | Joseph Candeille (†1827)               | Leonardo Leo (*1694)                | Semele (Haendel)                            |
| 1745 | Joseph Bologne de Saint-George (†1799) |                                     | Platée (Rameau)                             |
| 1746 | Giuseppe Maria Cambini (†1825)         |                                     | Scylla et Glaucus (Jean-Marie Leclair)      |
| 1747 |                                        | Giovanni Bononcini (*1670)          | Les Nymphes de Diane (Charles-Simon Favart) |
| 1748 | Étienne-Joseph Floquet (†1785)         | Pier Giuseppe Sandoni (*1685)       | Zaïs (Rameau)                               |
| 1749 | Domenico Cimarosa (†1801)              | André Cardinal Destouches (*1672)   | Zoroastre (Rameau)                          |

retour début de page

#### Années 1750
|      | Naissances                         | Décès                           | Créations ou événements marquants               |
| 1750 | Antonio Salieri (†1809)            |                                 |                                                 |
| 1751 | Giuseppe Giordani (†1798)          | Domènec Terradellas (*1713)     | Acanthe et Céphise (Rameau)                     |
| 1752 | Niccolò Antonio Zingarelli (†1837) |                                 |                                                 |
| 1753 | Nicolas Dalayrac (†1809)           |                                 | Daphnis et Églé (Rameau)                        |
| 1754 | Peter von Winter (†1825)           |                                 | Daphnis et Alcimadure (Mondonville)             |
| 1755 | Gaetano Andreozzi (†1826)          | Giovanni Porta                  |                                                 |
| 1756 | Wolfgang Amadeus Mozart (†1791)    | Giacomo Antonio Perti (*1661)   |                                                 |
| 1757 | Antonio Bartolomeo Bruni (†1821)   |                                 | Le Peintre amoureux de son modèle (Egidio Duni) |
| 1758 |                                    |                                 | La Fausse Esclave (Gluck)                       |
| 1759 | François Devienne (†1803)          | Georg Friedrich Haendel (*1685) | Blaise le savetier (Philidor)                   |

retour début de page

#### Années 1760
|      | Naissances                    | Décès                        | Créations ou événements marquants               |
| 1760 | Luigi Cherubini (†1842)       | Christoph Graupner (*1683)   |                                                 |
| 1761 |                               | Carlo Cecere (*1706)         | On ne s'avise jamais de tout (Monsigny)         |
| 1762 | Stephen Storace (†1796)       |                              | Orfeo ed Euridice (Gluck)                       |
| 1763 | Étienne Nicolas Méhul (†1717) |                              | Les Deux Chasseurs et la Laitière (Egidio Duni) |
| 1764 | Valentino Fioravanti (†1837)  | Jean-Philippe Rameau (*1683) | Le Sorcier (Philidor)                           |
| 1765 |                               |                              | La Fée Urgèle (Egidio Duni)                     |
| 1766 |                               |                              |                                                 |
| 1767 |                               |                              | Alceste (Gluck) ; Apollo et Hyacinthus (Mozart) |
| 1768 |                               | Nicola Porpora (*1686)       | Bastien et Bastienne (Mozart)                   |
| 1769 |                               |                              | La finta semplice (Mozart)                      |

retour début de page

#### Années 1770
|      | Naissances                         | Décès                                       | Créations ou événements marquants |
| 1770 | Ludwig van Beethoven (†1827)       | Gian Francesco de Majo (*1732)              | Mitridate, re di Ponto (Mozart)   |
| 1771 | Ferdinando Paër (†1839)            |                                             | Ascanio in Alba (Mozart)          |
| 1772 |                                    | Jean-Joseph Cassanéa de Mondonville (*1711) | Lucio Silla (Mozart)              |
| 1773 | Nicolas Isouard dit Nicolo (†1818) |                                             | La Belle Arsène (Monsigny)        |
| 1774 | Gaspare Spontini (†1851)           | Niccolò Jommelli (*1714)                    | Iphigénie en Aulide (Gluck)       |
| 1775 | François Adrien Boieldieu (†1834)  | Egidio Duni (*1709)                         | La finta giardiniera (Mozart)     |
| 1776 |                                    |                                             |                                   |
| 1777 |                                    |                                             | Armide (Gluck)                    |
| 1778 |                                    | Thomas Augustine Arne (*1710)               | Inauguration de la Scala de Milan |
| 1779 | Alexandre Piccinni (†1850)         | Tommaso Traetta (*1727)                     | Iphigénie en Tauride (Gluck)      |

retour début de page

#### Années 1780
|      | Naissances                                                      | Décès                                | Créations ou événements marquants                        |
| 1780 |                                                                 | Pierre-Montan Berton (*1727)         | Aucassin et Nicolette (Grétry) ; Zaide (Mozart) inachevé |
| 1781 |                                                                 |                                      | Idomeneo, re di Creta (Mozart)                           |
| 1782 | Niccolò Paganini (†1840) ; Daniel-François-Esprit Auber (†1871) | Farinelli (*1705)                    | L'Enlèvement au sérail (Mozart)                          |
| 1783 |                                                                 | Johann Adolph Hasse (*1699)          |                                                          |
| 1784 | Martin-Joseph Mengal (†1851)                                    |                                      | Richard Cœur-de-Lion (Grétry)                            |
| 1785 | Pierre-Joseph-Guillaume Zimmerman (†1853)                       | Baldassare Galuppi (*1706)           |                                                          |
| 1786 | Carl Maria von Weber (†1826)                                    | Antonio Sacchini (*1730)             | Les Noces de Figaro et Der Schauspieldirektor (Mozart)   |
| 1787 | Michele Enrico Carafa (†1872)                                   | Christoph Willibald Gluck (*1714)    | Don Giovanni (Mozart)                                    |
| 1788 |                                                                 | Giovanni Battista Lampugnani (*1708) | Axur, re d'Ormus (Salieri)                               |
| 1789 |                                                                 |                                      | Les Deux Petits Savoyards (Dalayrac)                     |

retour début de page

#### Années 1790
|      | Naissances                       | Décès                                                                | Créations ou événements marquants                   |
| 1790 | Nicola Vaccai (†1848)            |                                                                      | Cosi fan tutte (Mozart)                             |
| 1791 | Giacomo Meyerbeer (†1864)        | Wolfgang Amadeus Mozart (*1756)                                      | La Flûte enchantée et La Clémence de Titus (Mozart) |
| 1792 | Gioachino Rossini (†1868)        | Antonio Boroni (*1738)                                               | Il matrimonio segreto (Cimarosa)                    |
| 1793 | Pietro Antonio Coppola (†1877)   | Marc-Antoine Désaugiers (*1739)                                      |                                                     |
| 1794 |                                  | Jean-Benjamin de La Borde (*1734)                                    | Le astuzie femminili (Cherubini)                    |
| 1795 | Saverio Mercadante (†1870)       | Jiří Antonín Benda (*1722) ; François-André Danican Philidor (*1726) |                                                     |
| 1796 | Giovanni Pacini (†1867)          | Stephen Storace (*1762)                                              |                                                     |
| 1797 | Gaetano Donizetti (†1848)        | Antoine Dauvergne (*1713)                                            | Médée (Cherubini)                                   |
| 1798 |                                  |                                                                      |                                                     |
| 1799 | Jacques Fromental Halévy (†1862) | Karl Ditters von Dittersdorf (*1739)                                 |                                                     |

retour début de page

### XIXesiècle

#### Années 1800
|      | Naissances                                        | Décès                          | Créations ou événements marquants      |
| 1800 |                                                   | Niccolò Piccinni (*1728)       | Le Calife de Bagdad (Boieldieu)        |
| 1801 | Vincenzo Bellini (†1835)                          | Domenico Cimarosa (*1749)      |                                        |
| 1802 |                                                   | Giuseppe Sarti (*1729)         |                                        |
| 1803 | Adolphe Adam (†1856) ; Hector Berlioz (†1869)     |                                |                                        |
| 1804 | Johann Strauss I (†1849) ; Mikhaïl Glinka (†1857) | Pietro Guglielmi (*1728)       | Milton (Spontini)                      |
| 1805 | Alessandro Nini (†1880)                           | Gennaro Astarita (*vers 1749)  | Fidelio (Beethoven)                    |
| 1806 |                                                   | Vicente Martín y Soler (*1754) |                                        |
| 1807 | Napoléon Henri Reber (†1880)                      |                                | La Vestale (Spontini) ; Joseph (Méhul) |
| 1808 |                                                   | Giuseppe Amendola (*1750)      |                                        |
| 1809 | Federico Ricci (†1877)                            | Joseph Haydn (*1732)           |                                        |

retour début de page

#### Années 1810
|      | Naissances                                                                         | Décès                                                             | Créations ou événements marquants                                      |
| 1810 |                                                                                    |                                                                   | La cambiale di matrimonio (Rossini)                                    |
| 1811 | Ambroise Thomas (†1896)                                                            |                                                                   |                                                                        |
| 1812 |                                                                                    |                                                                   | Demetrio e Polibio et La pietra del paragone (Rossini)                 |
| 1813 | Richard Wagner (†1883), George Alexander Macfarren (†1887), Giuseppe Verdi (†1901) | André Modeste Grétry (*1741)                                      | Tancredi et L'Italiana in Algeri (Rossini)                             |
| 1814 | Nicolò Gabrielli (†1891)                                                           | Angelo Tarchi (*1760)                                             | Fidelio, version définitive (Beethoven) ; Il turco in Italia (Rossini) |
| 1815 |                                                                                    | Domenico Puccini (*1772)                                          | Elisabetta, regina d'Inghilterra (Rossini)                             |
| 1816 | Matteo Salvi (†1887)                                                               | Giovanni Paisiello (*1740)                                        | Le Barbier de Séville (Rossini)                                        |
| 1817 | Teodulo Mabellini (†1897)                                                          | Étienne Nicolas Méhul (*1763) ; Pierre-Alexandre Monsigny (*1729) | La Pie voleuse, La Cenerentola et Armida (Rossini)                     |
| 1818 | Charles Gounod (†1893)                                                             | Nicolas Isouard dit Nicolo (*1773)                                | Mosè in Egitto (Rossini)                                               |
| 1819 | Jacques Offenbach (†1880)                                                          |                                                                   | La donna del lago (Rossini)                                            |

retour début de page

#### Années 1820
|      | Naissances                 | Décès                                                       | Créations ou événements marquants                          |
| 1820 |                            |                                                             | Margherita d'Anjou (Meyerbeer)                             |
| 1821 | Giovanni Bottesini (†1889) | Antonio Bartolomeo Bruni (*1757)                            | Der Freischütz (Weber)                                     |
| 1822 | Victor Massé (†1884)       |                                                             | Zelmira (Rossini)                                          |
| 1823 | Ernest Reyer (†1909)       |                                                             | Semiramide (Rossini)                                       |
| 1824 | Bedřich Smetana (†1884)    |                                                             | Il crociato in Egitto (Meyerbeer)                          |
| 1825 | Johann Strauss II (†1899)  | Antonio Salieri (*1750)                                     | La Dame blanche (Boieldieu) ; Il viaggio a Reims (Rossini) |
| 1826 |                            | Carl Maria von Weber (*1786) ; Franz Danzi (*1763)          | Oberon (Weber)                                             |
| 1827 |                            | Ludwig van Beethoven (*1770) ; Carl Maria von Weber (*1786) | Il pirata (Bellini) ; Moïse et Pharaon (Rossini)           |
| 1828 |                            | Franz Schubert (*1797)                                      | Le Comte Ory (Rossini)                                     |
| 1829 | Pavlos Carrer (†1896)      |                                                             | Guillaume Tell (Rossini)                                   |

retour début de page

#### Années 1830
|      | Naissances                  | Décès                              | Créations ou événements marquants                                                            |
| 1830 |                             | Charles-Simon Catel (*1773)        | I Capuleti e i Montecchi (Bellini)                                                           |
| 1831 |                             |                                    | La sonnambula et Norma (Bellini) ; Zampa (Hérold) ; Robert le Diable (Meyerbeer)             |
| 1832 | Charles Lecocq (†1918)      | Henri François Berton (*1784)      | Stabat Mater (Rossini) ; L'Élixir d'amour (Donizetti)                                        |
| 1833 | Alexandre Borodine (†1887)  | Ferdinand Hérold (*1791)           | Beatrice di Tenda (Bellini) ; Lucrezia Borgia (Donizetti)                                    |
| 1834 | Amilcare Ponchielli (†1886) | François Adrien Boieldieu (*1775)  | Le Chalet (Adam)                                                                             |
| 1835 | Camille Saint-Saëns (†1921) | Vincenzo Bellini (*1801)           | I puritani (Bellini) ; Maria Stuarda et Lucia di Lammermoor (Donizetti) ; La Juive (Halévy)  |
| 1836 | Léo Delibes (†1891)         | Antoine Reicha (*1770)             | Une vie pour le tsar (Glinka) ; Le Postillon de Lonjumeau (Adam) ; Les Huguenots (Meyerbeer) |
| 1837 |                             | Niccolò Antonio Zingarelli (*1752) | Roberto Devereux (Donizetti)                                                                 |
| 1838 | Georges Bizet (†1875)       |                                    | Benvenuto Cellini (Berlioz)                                                                  |
| 1839 | Modeste Moussorgski (†1881) | Ferdinando Paër (*1771)            | Oberto, conte di San Bonifacio (Verdi)                                                       |

retour début de page

#### Années 1840
|      | Naissances                                         | Décès                     | Créations ou événements marquants                                                                |
| 1840 | Piotr Ilitch Tchaïkovski (†1893)                   | Niccolò Paganini (*1782)  | Un giorno di regno (Verdi) ; La Fille du régiment et La Favorite (Donizetti)                     |
| 1841 | Emmanuel Chabrier (†1894) ; Antonín Dvořák (†1904) |                           |                                                                                                  |
| 1842 | Jules Massenet (†1912)                             | Luigi Cherubini (*1760)   | Nabucco (Verdi) ; Rienzi (Wagner) ; Rouslan et Ludmila (Glinka)                                  |
| 1843 |                                                    |                           | Don Pasquale (Donizetti) ; Le Vaisseau fantôme (Wagner) ; I Lombardi alla prima crociata (Verdi) |
| 1844 | Nikolaï Rimski-Korsakov (†1908)                    |                           | I due Foscari (Verdi)                                                                            |
| 1845 |                                                    | Simon Mayr (*1763)        | Tannhäuser (Wagner) ; Giovanna d'Arco et Alzira (Verdi)                                          |
| 1846 |                                                    |                           | La Damnation de Faust (Berlioz) ; Attila (Verdi)                                                 |
| 1847 |                                                    | Giacomo Cordella (*1786)  | I masnadieri et Macbeth (Verdi)                                                                  |
| 1848 |                                                    | Gaetano Donizetti (*1797) | Il corsaro (Verdi)                                                                               |
| 1849 |                                                    | Johann Strauss I (*1804)  | La battaglia di Legnano et Luisa Miller (Verdi) ; Le Prophète (Meyerbeer)                        |

retour début de page

#### Années 1850
|      | Naissances                                            | Décès                      | Créations ou événements marquants                                                 |
| 1850 | Alexandre Luigini (†1906)                             | Alexandre Piccinni (*1779) | Lohengrin (Wagner) ; Stiffelio (Verdi)                                            |
| 1851 | Vincent d'Indy (†1931)                                | Gaspare Spontini (*1774)   | Rigoletto (Verdi)                                                                 |
| 1852 | Luigi Ricci-Stolz (†1906)                             |                            | Si j'étais roi (Adolphe Adam)                                                     |
| 1853 | André Messager (†1929)                                | Pietro Raimondi (*1786)    | Le Trouvère et La Traviata (Verdi)                                                |
| 1854 | Alfredo Catalani (†1893) ; Leoš Janáček (†1928)       |                            | La Nonne sanglante (Gounod)                                                       |
| 1855 | Ernest Chausson (†1899)                               |                            | Les Vêpres siciliennes et Simon Boccanegra (Verdi)                                |
| 1856 | Sergueï Taneïev (†1915)                               | Adolphe Adam (*1803)       | Les Dragons de Villars (Maillart)                                                 |
| 1857 | Ruggero Leoncavallo (†1919)                           | Mikhaïl Glinka (*1804)     | Aroldo (Verdi)                                                                    |
| 1858 | Giacomo Puccini (†1924) ; Ruggero Leoncavallo (†1919) |                            | Orphée aux Enfers (Offenbach)                                                     |
| 1859 |                                                       | Luigi Ricci (*1805)        | Faust (Gounod) ; Un ballo in maschera (Verdi) ; Le Pardon de Ploërmel (Meyerbeer) |

retour début de page

#### Années 1860
|      | Naissances                  | Décès                            | Créations ou événements marquants                                              |
| 1860 | Gustave Charpentier (†1956) |                                  | Philémon et Baucis (Gounod)                                                    |
| 1861 | Anton Arenski (†1906)       |                                  | La Statue (Ernest Reyer)                                                       |
| 1862 | Claude Debussy (†1918)      | Jacques Fromental Halévy (*1799) | La forza del destino (Verdi) ; Béatrice et Bénédict (Berlioz)                  |
| 1863 | Pietro Mascagni (†1945)     |                                  | Les Troyens à Carthage (Berlioz) ; Les Pêcheurs de perles (Bizet)              |
| 1864 | Richard Strauss (†1949)     | Giacomo Meyerbeer (*1791)        | La Belle Hélène (Offenbach) ; Mireille (Gounod),                               |
| 1865 | Paul Dukas (†1935)          |                                  | Tristan et Isolde (Wagner) ; L'Africaine (Meyerbeer)                           |
| 1866 |                             |                                  | La Vie parisienne (Offenbach)                                                  |
| 1867 | Umberto Giordano (†1948)    |                                  | Roméo et Juliette (Gounod) ; Don Carlos (Verdi)                                |
| 1868 |                             | Gioachino Rossini (*1792)        | Les Maîtres Chanteurs de Nuremberg (Richard Wagner) ; La Périchole (Offenbach) |
| 1869 | Albert Roussel (†1937)      | Hector Berlioz (*1803)           | L'Or du Rhin (Wagner) ; La Grande-duchesse de Gérolstein (Offenbach)           |

retour début de page

#### Années 1870
|      | Naissances                                             | Décès                                | Créations ou événements marquants                                                           |
| 1870 | Arseni Korechtchenko (†1921)                           | Saverio Mercadante (*1795)           | La Walkyrie (Wagner) ; inauguration du Musikverein de Vienne                                |
| 1871 | Alexander von Zemlinsky (†1942)                        | Daniel-François-Esprit Auber (*1782) | Aida (Verdi)                                                                                |
| 1872 | Ralph Vaughan Williams (†1958)                         | Michele Enrico Carafa (*1787)        | La Fille de madame Angot (Lecocq) ; La Princesse jaune (Saint-Saëns) ; L'Arlésienne (Bizet) |
| 1873 | Sergueï Rachmaninov (†1943)                            | Carl Arnold (*1794)                  | La Pskovitaine (Rimski-Korsakov)                                                            |
| 1874 | Arnold Schönberg (†1951)                               | Peter Cornelius (*1824)              | Boris Godounov (Moussorgski)                                                                |
| 1875 | Maurice Ravel (†1937) ; Henry Février (†1957)          | Georges Bizet (*1838)                | Carmen (Bizet) ; inauguration de l'Opéra de Paris                                           |
| 1876 | Manuel de Falla (†1946) ; Ermanno Wolf-Ferrari (†1948) | Félicien David (*1810)               | Siegfried et Crépuscule des dieux (Wagner)                                                  |
| 1877 | Charles Cuvillier (†1955)                              | Vincenzo Fioravanti (*1799)          | Le Timbre d'argent et Samson et Dalila (Saint-Saëns) ; L'Étoile (Chabrier)                  |
| 1878 | Franz Schreker (†1934)                                 | Salvatore Agnelli (*1817)            | Polyeucte (Gounod)                                                                          |
| 1879 | Ottorino Respighi (†1936)                              | Alphonse Thys (*1807)                | La Prise de Troie (Berlioz) ; Eugène Onéguine (Tchaïkovski) ; Étienne Marcel (Saint-Saëns)  |

retour début de page

#### Années 1880
|      | Naissances                  | Décès                                                          | Créations ou événements marquants |
| 1880 | Ildebrando Pizzetti (†1968) | Jacques Offenbach (*1819)                                      | Jean de Nivelle (Delibes)         |
| 1881 | Béla Bartók (†1945)         | Modest Moussorgski (*1839)                                     | Les Contes d'Hoffmann (Offenbach) |
| 1882 | Igor Stravinsky (†1971)     | Guglielmo Quarenghi (*1826)                                    | Parsifal (Wagner)                 |
| 1883 | Riccardo Zandonai (†1944)   | Richard Wagner (*1813)                                         | Lakmé (Delibes)                   |
| 1884 | Boris Assafiev (†1849)      | Bedřich Smetana (*1824)                                        | Manon (Massenet)                  |
| 1885 | Alban Berg (†1935)          | Lauro Rossi (*1812)                                            | Le Cid (Massenet)                 |
| 1886 | Othmar Schoeck (†1957)      | Amilcare Ponchielli (*1834)                                    | La Khovanchtchina (Moussorgski)   |
| 1887 | Heitor Villa-Lobos (†1959)  | George Alexander Macfarren (*1813), Alexandre Borodine (*1833) | Otello (Verdi)                    |
| 1888 | Max Butting (†1976)         | Ciro Pinsuti (*1828)                                           | Le Roi d'Ys (Lalo)                |
| 1889 | Armstrong Gibbs (†1960)     | Giovanni Bottesini (*1821)                                     | Edgar (Puccini)                   |

retour début de page

#### Années 1890
|      | Naissances                                 | Décès                                                                                | Créations ou événements marquants                                                                           |
| 1890 | Jacques Ibert (†1962)                      | Franz Lachner (*1803)                                                                | La Dame de pique (Tchaïkovski) ; Les Troyens, version intégrale (Berlioz) ; Cavalleria rusticana (Mascagni) |
| 1891 | Sergueï Prokofiev (†1953)                  | Léo Delibes (*1836)                                                                  | Le Mage (Massenet)                                                                                          |
| 1892 | Darius Milhaud (†1974)                     | Édouard Lalo (*1823)                                                                 | Werther (Massenet) ; La Wally (Catalani) ; I pagliacci (Leoncavallo) ; Aleko (Rachmaninov)                  |
| 1893 | Alois Hába (†1973)                         | Charles Gounod (*1818) ; Piotr Ilitch Tchaïkovski (*1840) ; Alfredo Catalani (*1854) | Falstaff (Verdi) ; Manon Lescaut (Puccini)                                                                  |
| 1894 | Alfredo Sangiorgi (†1962)                  | Emmanuel Chabrier (*1841)                                                            | Thaïs (Massenet)                                                                                            |
| 1895 | Paul Hindemith (†1963) ; Carl Orff (†1982) | Benjamin Godard (*1849)                                                              | Oresteïa (Taneïev)                                                                                          |
| 1896 | Roger Sessions (†1985)                     | Ambroise Thomas (*1811)                                                              | La Bohème (Puccini) ; Andrea Chénier (Giordano)                                                             |
| 1897 | Oscar Lorenzo Fernández (†1948)            | Teodulo Mabellini (*1817)                                                            | L'Arlesiana (Cilea)                                                                                         |
| 1898 | George Gershwin (†1937)                    | Louis Théodore Gouvy (*1819)                                                         | María del Carmen (Granados) ; Véronique (Messager)                                                          |
| 1899 | Francis Poulenc (†1963)                    | Johann Strauss II (*1825)                                                            | Le Diable et Catherine (Dvořák) ; La Fiancée du tsar (Rimski-Korsakov)                                      |

retour début de page

### XXesiècle

#### Années 1900
|      | Naissances                                | Décès                           | Créations ou événements marquants                                               |
| 1900 | Kurt Weill (†1950) ; Ernst Křenek (†1991) | Louis Deffès (*1819)            | Tosca (Puccini) ; Louise (Charpentier)                                          |
| 1901 | Henri Tomasi (†1971)                      | Giuseppe Verdi (*1813)          | Roussalka (Dvořák)                                                              |
| 1902 | William Walton (†1983)                    | Filippo Marchetti (*1831)       | Pelléas et Mélisande (Debussy) ; Le Jongleur de Notre-Dame (Massenet)           |
| 1903 | Boris Blacher (†1975)                     | Luigi Arditi (*1822)            | Le Roi Arthus (Chausson) ; L'Étranger (Vincent d'Indy)                          |
| 1904 | Dmitri Kabalevski (†1987)                 | Antonín Dvořák (*1841)          | Madame Butterfly (Puccini)                                                      |
| 1905 | Michael Tippett (†1998)                   |                                 | Salomé (Strauss)                                                                |
| 1906 | Dmitri Chostakovitch (†1975)              | Luigi Ricci-Stolz (*1852)       | Le Chevalier avare (Rachmaninov) ; Francesca da Rimini (Rachmaninov)            |
| 1907 | Francisco de Madina (†1972)               |                                 | Ariane et Barbe-Bleue (Dukas) ; L'Heure espagnole (Ravel)                       |
| 1908 | Olivier Messiaen (†1992)                  | Nikolaï Rimski-Korsakov (*1844) | Reprise d'Hippolyte et Aricie (Rameau) à l'Opéra de Paris                       |
| 1909 |                                           | Ernest Reyer (*1823)            | Elektra (Strauss) ; Monna Vanna (Henry Février) ; Le Coq d'or (Rimski-Korsakov) |

retour début de page

#### Années 1910
|      | Naissances                  | Décès                                   | Créations ou événements marquants                                        |
| 1910 | Samuel Barber (†1981)       | Carl Reinecke (*1824)                   | Don Quichotte (Massenet) ; Semirâma (Respighi)                           |
| 1911 | Gian Carlo Menotti (†2007)  | Max Zenger (*1837)                      | Le Chevalier à la rose (Strauss) ; Le Château de Barbe-Bleue (Bartók)    |
| 1912 | Jean Françaix (†1997)       | Jules Massenet (*1842)                  | Ariadne auf Naxos (Strauss)                                              |
| 1913 | Benjamin Britten (†1976)    | Hans Bronsart von Schellendorff (*1830) | La vida breve (de Falla)                                                 |
| 1914 | Riccardo Malipiero (†2003)  | Raoul Pugno (*1852)                     | Francesca da Rimini (Zandonai)                                           |
| 1915 | Humphrey Searle (†1982)     | Sergueï Taneïev (*1856)                 |                                                                          |
| 1916 | Alberto Ginastera (†1983)   | Enrique Granados (*1867)                | Goyescas (Granados)                                                      |
| 1917 | Richard Arnell (†2009)      | Émile Pessard (*1843)                   | La rondine (Puccini)                                                     |
| 1918 | Leonard Bernstein (†1990)   | Claude Debussy (*1862)                  | Le Château de Barbe-Bleue (Bartók)                                       |
| 1919 | Niels Viggo Bentzon (†2000) | Ruggero Leoncavallo (*1858)             | L'Amour des trois oranges (Prokoviev) ; Die Frau ohne Schatten (Strauss) |

retour début de page

#### Années 1920
|      | Naissances                    | Décès                                               | Créations ou événements marquants                                |
| 1920 | Bruno Maderna (†1973)         | Vladimir Rebikov (*1866)                            | La Ville Morte (Korngold)                                        |
| 1921 | Ingvar Lidholm                | Enrico Caruso (*1873) ; Camille Saint-Saëns (*1835) | L'Amour des trois oranges (Prokofiev)                            |
| 1922 | Renata Tebaldi (†2004)        | Heinrich Reinhardt (*1865)                          | Amadis (Massenet) ; La bella addormentata nel bosco (Respighi)   |
| 1923 | György Ligeti (†2006)         | Asger Hamerik (*1843)                               | Padmâvatî (Roussel)                                              |
| 1924 | Luigi Nono (†1990)            | Giacomo Puccini (*1858)                             | Erwartung (Schönberg) ; Intermezzo (Strauss)                     |
| 1925 | Luciano Berio (†2003)         | Andreas Hallén (*1846)                              | L'Enfant et les Sortilèges (Ravel) ; Wozzeck (Berg)              |
| 1926 | Hans Werner Henze (†2012)     | Émile Paladilhe (*1844)                             | Háry János (Kodály) ; Turandot (Puccini) ; Cardillac (Hindemith) |
| 1927 | Pierre Henry                  | Ange Flégier (*1846)                                | Jonny spielt auf (Křenek)                                        |
| 1928 | Karlheinz Stockhausen (†2007) | Leoš Janáček (*1854)                                | L'Opéra de quat'sous (Weill)                                     |
| 1929 | Edison Denisov (†1996)        | André Messager (*1853)                              | Le Joueur (Prokofiev)                                            |

retour début de page

#### Années 1930
|      | Naissances                          | Décès                                                                    | Créations ou événements marquants                                          |
| 1930 | Pierre-Max Dubois (†1995)           | Juan Aberle (*1846)                                                      | Le Nez (Chostakovitch) ; Christophe Colomb (Milhaud)                       |
| 1931 | Mauricio Kagel (†2008)              | Vincent d'Indy (*1851)                                                   | Amphion (Honegger)                                                         |
| 1932 | Niccolò Castiglioni (†1996)         | Eugen d'Albert (*1864)                                                   | Maria Egiziaca (Respighi)                                                  |
| 1933 | Krzysztof Penderecki                | Henri Duparc (*1848)                                                     | Arabella (Strauss)                                                         |
| 1934 | Peter Maxwell Davies (†2016)        | Alfred Bruneau (*1857) ; Frederick Delius (*1862)                        | Lady Macbeth du district de Mtsensk (Chostakovitch) ; La fiamma (Respighi) |
| 1935 | Aulis Sallinen                      | Alban Berg (*1885) ; Paul Dukas (*1865)                                  | Porgy and Bess (Gershwin) ; Lulu (Berg, inachevé)                          |
| 1936 | Aribert Reimann ; Philippe Boesmans | Ottorino Respighi (*1879)                                                | Il campiello (Wolf-Ferrari)                                                |
| 1937 | Philip Glass                        | Maurice Ravel (*1875) ; George Gershwin (*1898) ; Albert Roussel (*1869) | Lucrezia (Respighi)                                                        |
| 1938 |                                     | Maurice Emmanuel (*1862)                                                 | Daphné (Richard Strauss) ; Mathis le peintre (Hindemith)                   |
| 1939 |                                     | Charles Weinberger (*1861)                                               | La Chartreuse de Parme (Henri Sauguet)                                     |

retour début de page

#### Années 1940
|      | Naissances            | Décès                                                   | Créations ou événements marquants                           |
| 1940 |                       | Paul Juon (*1872)                                       |                                                             |
| 1941 | Gérard Zinsstag       | Johan Wagenaar (*1862)                                  |                                                             |
| 1942 | Volker David Kirchner | Alexander von Zemlinsky (*1871)                         | Capriccio (Strauss)                                         |
| 1943 | Gavin Bryars          | Sergueï Rachmaninov (*1873)                             | Destruction du Nationaltheater, siège de l'Opéra de Bavière |
| 1944 | Péter Eötvös          | Riccardo Zandonai (*1883)                               |                                                             |
| 1945 | Jacques Lenot         | Pietro Mascagni (*1863) ; Béla Bartók (*1881)           | Peter Grimes (Britten) Destruction de l'Opéra de Vienne     |
| 1946 | François Fayt         | Manuel de Falla (*1876)                                 | Guerre et Paix (Prokofiev)                                  |
| 1947 | John Adams            | Alfredo Casella (*1883)                                 | Les Mamelles de Tirésias (Poulenc)                          |
| 1948 |                       | Umberto Giordano (*1867) ; Ermanno Wolf-Ferrari (*1876) |                                                             |
| 1949 | Michaël Levinas       | Boris Assafiev (*1884) ; Richard Strauss (*1864)        | Antigonae (Orff)                                            |

retour début de page

#### Années 1950
|      | Naissances                                           | Décès                          | Créations ou événements marquants                                                               |
| 1950 | James Dillon                                         | Kurt Weill (*1900)             | Il prigioniero (Dallapiccola) ; Le Consul (Menotti)                                             |
| 1951 | Lorenzo Ferrero                                      | Arnold Schönberg (*1874)       | The Rake's Progress (Stravinsky) ; Amahl and the Night Visitors (Menotti), Billy Budd (Britten) |
| 1952 | Philippe Fénelon ; Kaija Saariaho ; Philippe Manoury | Italo Montemezzi (*1875)       | Trouble in Tahiti (Bernstein)                                                                   |
| 1953 | Giorgio Battistelli                                  | Sergueï Prokofiev (*1891)      | Gloriana (Britten)                                                                              |
| 1954 | Jan Sandström                                        | Franco Alfano (*1875)          | Moïse et Aaron (Schönberg) ; Le Tour d'écrou (Britten)                                          |
| 1955 | Pascal Dusapin                                       | Arthur Honegger (*1892)        | The Midsummer Marriage (Tippett)                                                                |
| 1956 | Luca Francesconi                                     | Gustave Charpentier (*1860)    | Le Fou (Marcel Landowski)                                                                       |
| 1957 | Tan Dun                                              | Henry Février (*1875)          | Dialogues des carmélites (Poulenc)                                                              |
| 1958 | Christophe Looten                                    | Ralph Vaughan Williams (*1872) | Vanessa (Barber)                                                                                |
| 1959 |                                                      | Bohuslav Martinů (*1890)       | La Voix humaine (Poulenc)                                                                       |

retour début de page

#### Années 1960
|      | Naissances            | Décès                                                           | Créations ou événements marquants                                  |
| 1960 | Mark-Anthony Turnage  | Armstrong Gibbs (*1889)                                         | Le Songe d'une nuit d'été (Britten)                                |
| 1961 | Nicolas Bacri         |                                                                 | Alkmene (Klebe)                                                    |
| 1961 | Unsuk Chin            |                                                                 | Alkmene (Klebe)                                                    |
| 1962 |                       | Jacques Ibert (*1890)                                           | King Priam (Tippett)                                               |
| 1963 |                       | Francis Poulenc (*1899) ; Paul Hindemith (*1895)                | Réouverture du Nationaltheater, siège de l'Opéra d’État de Bavière |
| 1964 |                       | Lino Liviabella (*1902)                                         | Hyperion (Maderna) ; Le Jeune Lord (Henze)                         |
| 1965 | Thierry Escaich       | Giorgio Federico Ghedini (*1892)                                | Les Bassarides (Henze)                                             |
| 1966 | Daniel D'Adamo        |                                                                 | La Mère coupable (Milhaud)                                         |
| 1967 | Salvatore Di Vittorio |                                                                 | The Bear (Walton)                                                  |
| 1968 | Régis Campo           | Ildebrando Pizzetti (*1880) ; Mario Castelnuovo-Tedesco (*1895) |                                                                    |
| 1969 |                       |                                                                 | Les Diables de Loudun (Penderecki)                                 |

retour début de page

#### Années 1970
|      | Naissances     | Décès                        | Créations ou événements marquants                  |
| 1970 |                | Cyril Scott (*1879)          | The Knot Garden (Tippett)                          |
| 1971 | Thomas Adès    | Igor Stravinsky (*1882)      |                                                    |
| 1972 |                |                              | Taverner (Davies)                                  |
| 1973 |                | Bruno Maderna (*1920)        | Mort à Venise (Britten)                            |
| 1974 |                | Frank Martin (*1890)         |                                                    |
| 1975 | Uljas Pulkkis  | Dmitri Chostakovitch (*1906) |                                                    |
| 1976 |                | Benjamin Britten (*1913)     | Einstein on the Beach (Glass)                      |
| 1977 | Philipp Maintz | Maria Callas (*1923)         | The Martyrdom of St.Magnus (Davies)                |
| 1978 | Luke Bedford   |                              | Le Grand Macabre (Ligeti) ; Lear (Aribert Reimann) |
| 1979 | Marcus Paus    |                              | Lulu (Berg, complété par Friedrich Cerha)          |

retour début de page

#### Années 1980
|      | Naissances | Décès                     | Créations ou événements marquants                                               |
| 1980 |            |                           | The Lighthouse (Davies)                                                         |
| 1981 |            | Samuel Barber (*1910)     | La figlia del mago (Ferrero)                                                    |
| 1982 |            | Carl Orff (*1895)         | Création des Boréades (Rameau) ; La vera storia (Berio)                         |
| 1983 |            | William Walton (*1902)    | Saint François d'Assise (Messiaen) ; La Chatte anglaise (Henze)                 |
| 1984 |            | Paul Le Flem (*1881)      | Un roi à l'écoute (Berio)                                                       |
| 1985 |            |                           | Mare nostro (Ferrero)                                                           |
| 1986 |            | Alexandre Tansman (*1897) | Salvatore Giuliano (Ferrero)                                                    |
| 1987 |            | Dmitri Kabalevski (*1904) | Nixon in China (Adams) ; La Célestine (Ohana)                                   |
| 1988 |            |                           |                                                                                 |
| 1989 |            | Virgil Thomson (*1896)    | New Year (Tippett), Charlotte Corday (Ferrero) Inauguration de l'Opéra Bastille |

retour début de page

#### Années 1990
|      | Naissances | Décès                     | Créations ou événements marquants                                                   |
| 1990 |            | Leonard Bernstein (*1918) |                                                                                     |
| 1991 |            | Ernst Křenek (*1900)      | Ubu Rex (Penderecki)                                                                |
| 1992 |            | Olivier Messiaen (*1908)  | La Vie avec un idiot (Alfred Schnittke), Le Chevalier imaginaire (Fénelon)          |
| 1993 |            |                           | Reigen (Philippe Boesmans)                                                          |
| 1994 |            |                           |                                                                                     |
| 1995 |            |                           | I Was Looking at the Ceiling and Then I Saw the Sky (Adams)                         |
| 1996 |            | Edison Denisov (*1929)    | The Doctor of Myddfai (Davies)                                                      |
| 1997 |            |                           | The Marriages Between Zones Three, Four and Five (Glass)                            |
| 1998 |            | Michael Tippett (*1905)   | Salammbô (Fénelon), Trois sœurs (Eötvös), Luci mie traditrici (Salvatore Sciarrino) |
| 1999 |            |                           | Cronaca del luogo (Berio)                                                           |

retour début de page

### XXIesiècle

#### Années 2000
|      | Naissances | Décès                                                      | Créations ou événements marquants                                                          |
| 2000 |            | Alan Hovhaness (*1911)                                     | El Niño (Adams) ; L'Amour de loin (Kaija Saariaho)                                         |
| 2001 |            |                                                            | Médée de Thessalonique (Looten)                                                            |
| 2002 |            |                                                            | Sophie's Choice (Nicholas Maw), Macbeth (Salvatore Sciarrino)                              |
| 2003 |            | Luciano Berio (*1925)                                      | Perelà uomo di fumo (Pascal Dusapin)                                                       |
| 2004 |            |                                                            | Licht (Stockhausen) ; The Tempest (Adès) ; Les Rois (Fénelon)                              |
| 2005 |            |                                                            | La Conquista (Ferrero) ; Doctor Atomic (Adams)                                             |
| 2006 |            | György Ligeti (*1923)                                      | Faustus, the Last Night (Dusapin) ; The First Emperor (Tan Dun) ; Adriana Mater (Saariaho) |
| 2007 |            | Gian Carlo Menotti (*1911) ; Karlheinz Stockhausen (*1928) | Faust (Fénelon) ; Appomattox (Glass) ; Marius et Fanny ; Alice in Wonderland (Unsuk Chin)  |
| 2008 |            | Mauricio Kagel (*1931)                                     | Passion (Dusapin)                                                                          |
| 2009 |            | Giselher Klebe (*1925)                                     | Yvonne, princesse de Bourgogne (Philippe Boesmans)                                         |

retour début de page

#### Années 2010
|      | Naissances | Décès                        | Créations ou événements marquants                                                                                                 |
| 2010 |            |                              | La Cerisaie (Fénelon), Émilie (Kaija Saariaho), Medea (Reimann)                                                                   |
| 2011 |            |                              | Risorgimento ! (Ferrero), JJR, citoyen de Genève (Fénelon)                                                                        |
| 2012 |            | Hans Werner Henze (*1926)    | Written on Skin (George Benjamin)                                                                                                 |
| 2013 |            | Jean-Michel Damase (*1928)   | La Chute de Fukuyama (Grégoire Hetzel)                                                                                            |
| 2014 |            |                              | Brokeback Mountain (Wuorinen) |
| 2015 |            |                              | |
| 2016 |            | Peter Maxwell Davies (*1934) | The Exterminating Angel (Thomas Adès)                                                                                             |
| 2017 |            |                              | Trompe-la-mort (Luca Francesconi)                                                                                                 |
| 2018 |            |                              | Lessons in love and violence (George Benjamin), Bérénice (Michael Jarrell), Fin de partie (György Kurtág), Lunea (Heinz Holliger) |
| 2019 |            |                              | L'inondation (Francesco Filidei)                                                                                                  |

retour début de page